# Seznam britanskih generalov
Seznam britanskih generalov zajema vse podanike Združenega kraljestva, ki so imeli čin brigadirja, generalmajorja, generalporočnika ali generala.

## A
- generalmajor Henry Richard Abadie
- generalmajor Herbert Edward Stacy Abbott
- general James Abbott
- brigadir Burton Edward Abbott (1906- ) [1]
- Leonard Henry Abbott [2]
- general James Abercrombie
- general Robert Abercromby of Airthrey
- general John Abercromby
- generalporočnik Ralph Abercromby
- generalporočnik  William Scarlett, 3rd Baron Abinger
- generalmajor Sir William Ernest Victor Abraham  (1897–1980) [1]
- generalmajor Wroth Palmer Acland
- generalmajor John Acland
- general Frederick Adam
- generalporočnik  Alexander Adams
- brigadir John Buchanan Adams (1906- ) [1]
- brigadir Thomas Adams
- generalmajor John Worthington Adams
- generalmajor Sir Allan Henry Shafto Adair (1897–1988)
- generalmajor Robert Bellew Adams
- general Sir Ronald Forbes Adam (1885–1982)
- generalmajor William Adlam
- Rodolph Ladeveze Adlercron[2]
- generalmajor George Henry Addison (1876–1964) [1]
- brigadir Leonard Joseph Lancelot Addison (1902–1975) [1]
- brigadir John Frederick Adye (1900- ) [1]
- general John Miller Adye
- James Agnew
- Henry Sandys Ainslie[2]
- general Richard Airey, 1st Baron Airey
- generalmajor Christopher Airy
- generalmajor Arthur Aitken
- brigadir Monowar Khan Afridi (1900–1968) [1]
- brigadir David Francis Aikenhead (1895–1955) [1]
- brigadir William Aird-Smith (1893–1942) [1]
- generalporočnik  Sir Terence Sidney Airey (1900–1983)
- brigadir William Henry Hutton Aitken (1898- ) [1]
- generalmajor John Aldam Aizlewood (1895–1990)
- general John Akehurst
- generalmajor William Philip Jopp Akerman (1888–1972) [1]
- generalmajor Clifton Edward Rawdon Grant Alban (1889- ) [1]
- general George Keppel, 3rd Earl of Albemarle
- general George Keppel, 6th Earl of Albemarle
- generalporočnik Willem van Keppel, 2nd Earl of Albemarle
- generalporočnik Edwin Alfred Hervey Alderson
- brigadir James Robert Travers Aldous (1898–1985) [1]
- Edwin Alfred Harvey Alderson[2]
- Charles Henry Alexander[2]
- Henry Lethbridge Alexander[2]
- generalmajor Henry Templer Alexander (1911–1977)
- generalmajor  Ernest Wright Alexander
- generalmajor Frederick John Alfieri (1892–1961) [1]
- general Sir Archibald Alison, 2nd Baronet
- Percy Stuart Allan[2]
- Walter Allason[2]
- Alfred James Whitacre Allen[2]
- brigadir Algernon Anderson Johnston Allen (1894- ) [1]
- brigadir Basil George Allen (1893- ) [1]
- brigadir Frederick Josephus Allen (1897- ) [1]
- brigadir John Robert Allen (1893- ) [1]
- brigadir John Frederick Whitacre Allen (1890–1976) [1]
- generalmajor Robert Hall Allen (1886–1981) [1]
- generalporočnik Sir Charles Walter Allfrey (1895–1964)
- William Henry Loraine Allgood[2]
- brigadir George Frederick Allison (1888–1946) [1]
- brigadir William Wigram Allison (1895–1984) [1]
- brigadir Edward Percival Allman-Smith (1886–1969) [1]
- brigadir George Frederick Hill Alms (1895- ) [1]
- brigadir Llewellyn Arthur Augustus Alston (1890–1968) [1]
- generalmajor Charles Alten
- brigadir Robert Denis Ambrose (1896–1974) [1]
- generalmajor Leon Williamson Amps (1892- ) [1]
- general Peregrine Bertie, 3rd Duke of Ancaster and Kesteven
- Austin Thomas Anderson[2]
- Charles Alexander Anderson[2]
- Nelson Graham Anderson[2]
- Stuart Milligan Anderson[2]
- Warren Hastings Anderson[2]
- brigadir  A.T. Anderson
- generalporočnik Hastings Anderson
- brigadir Andrew Anderson (1890- )
- generalmajor Alexander Vass Anderson (1895–1963) [1]
- generalporočnik Sir Desmond Francis Anderson (1885–1967)
- brigadir Sir Duncan Anderson (1901–1980) [1]
- brigadir Sir Gilmour Menzies Anderson (1914–1977) [1]
- general Sir John D'Arcy Anderson (1908–1988) [1]
- general Sir Kenneth Arthur Noel Anderson (1891–1959)
- generalporočnik Sir Richard Neville Anderson (1907–1979)
- brigadir Robert Charles Beckett Anderson (1895–1982) [1]
- brigadir Reginald Wood Andrews (1897–1978) [1]
- brigadir Tom Hardy Angus (1899–1984) [1]
- brigadir Seymour Willoughby Anketell-Jones (1898- ) [1]
- Barnett Dyer Lempriere Gray Anley[2]
- Frederick Gore Anley[2]
- William Bower Anley[2]
- brigadir Francis Dighton Annesley (1888–1983) [1]
- generalmajor  Edward Anson
- generalmajor   George Anson, CB (1797–1857)
- general Sir George Anson, GCB (1769–1849)
- general Sir William Anson, 1st Baronet
- brigadir Sir John Anstey (1907–2000)
- brigadir John Henry Anstice (1897–1970)
- generalporočnik Philip Anstruther
- brigadir Richard Hamilton Baronet Anstruther-Gough-Calthorpe
- John Macquarie Antill[2]
- brigadir Sir Richard Hamilton Anstruther-Gough-Calthorpe, Baronet (1908–1985) [1]
- generalporočnik Dick Applegate
- brigadir Gilbert Leonard Appleton (1894–1970) [1]
- generalmajor Kenelm Charles Appleyard (1894–1967) [1]
- generalmajor Frederick Ernest Appleyard
- Henry Edward Ap Rhys Pryce[2]
- brigadir Alexander George Arbuthnot (1873-) [3]
- generalporočnik Sir Charles George Arbuthnot, GCB (1824–1899)
- general Charles George James Arbuthnot
- brigadir Sir Dalrymple Arbuthnot, 5th Bt
- George Alexander Arbuthnot [3]
- George Bingham Arbuthnot [3]
- Henry Thomas Arbuthnot [3]
- Sir Hugh Arbuthnot
- generalmajor Robert Keith Arbuthnott, 15th Viscount of Arbuthnott (1900–1980)
- Sir Robert Arbuthnot, KCB
- Sir Thomas Arbuthnot, KCB
- William Arbuthnot (artilerist) [3]
- William Arbuthnot (konjenik) [3]
- generalmajor St. John Desmod Arcedeckne-Butler (1896–1959) [1]
- brigadir Arthur Somerville Archdale (1882–1948) [1]
- general John Archer
- brigadir Henry Archer (1883–1970)
- brigadir Brian Mortimer Archibald (1906–1993) [1]
- brigadir Gordon King Archibald (1885–1942) [1]
- generalmajor Sidney Charles Manley Archibald (1890–1973) [1]
- Reginald Le Normand Brabazon, Lord Ardee[2]
- brigadir Philip Alexander Arden (1892- ) [1]
- brigadir Eustace Alford Arderne (1899- ) [1]
- general John Campbell, 4th Duke of Argyll
- generalmajor Robert Henry Bertram Arkwright (1903–1971) [1]
- general Sir Charles Clement Armitage (1881–1973) [1]
- brigadir Edward Leathley Armitage ( -1957) [1]
- Edward Hume Armitage[2]
- Charles Johnstone Armstrong[2]
- brigadir Charles Douglas Armstrong (1897–1985) [1]
- brigadir Edward Francis Egerton Armstrong (1890- ) [1]
- brigadir John Cardew Armstrong (1887–1953) [1]
- generalmajor John Armstrong
- brigadir Sereld John Armstrong (1894- ) [1]
- brigadir Walter Johnston Armstrong (1907- ) [1]
- generalmajor Richard Armstrong
- George Ayscough Armytage[2]
- brigadir Harry William Hugh Armytage (1890- ) [1]
- generalmajor Allan Cholmondeley Arnold (1893–1962) [1]
- general Benedict Arnold
- generalmajor Stanley Arnott (1888–1972) [1]
- generalporočnik Sir George Arthur, 1st Baronet
- brigadir Sir Robert Duncan Harris Arundell (1904–1989) [1]
- general Sir Charles Asgill, 2nd Baronet
- brigadir Edwin Raymond Ash (1897- ) [1]
- Lionel Forbes Ashburner[2]
- generalmajor Cromer Ashburnham
- general William Ashe-à Court
- brigadir Brenton Haliburton Ashmore (1900- ) [1]
- generalmajor Edward Ashmore
- brigadir Harold Kenneth Ashworth (1903–1978) [1]
- brigadir Henry Francis Askwith[2]
- generalmajor Alfred Rimbault Aslett (1901–1980) [1]
- Cecil Faber Aspinall - BGGS[2]
- Arthur Melland Asquith
- Joseph John Asser - IG Communications[2]
- Sir George Aston - GOC Infantry Division[2]
- Llewellyn William Atcherley[2]
- generalmajor Alexander Cambridge, 1st Earl of Athlone - Head of British Mission Belgian GQG
- Ben Atkinson[2]
- Edwin Henry De Vere Atkinson[2]
- brigadir John Stewart-Murray, 8th Duke of Atholl
- brigadir Robert Ringrose Gelston Atkins (1891- ) [1]
- brigadir David John Atkinson (1909- )
- brigadir Charles John Attfield (1898- ) [1]
- brigadir Herbert Arthur Reginald Aubrey (1883–1954) [1]
- Samuel Auchmuty
- James Touchet, 5th Baron Audley
- brigadir Edward Gordon Audland (1896–1976) [1]
- generalmajor Arthur Bramston Austin (1893–1967) [1]
- brigadir Richard Andrew Austin (1892- ) [1]
- brigadir Geoffrey William Auten (1896- ) [1]
- brigadir Alec Pendock Aveline (1897–1982) [1]
- Sir Fenton Aylmer, 13th Baronet
- Matthew Whitworth-Aylmer, 5th Baron Aylmer

## B
- William Babtie
- brigadir Edward Henry Walford Backhouse
- Anthony Bacon
- brigadir Cyril William Bacon
- Robert Baden-Powell, 1st Baron Baden-Powell
- brigadir Ernest Bader
- brigadir Ralph Alger Bagnold
- generalmajor Ralph Everard Bagnall-Wild
- brigadir Allister Colvin Baillie
- generalmajor Joseph Aloysius Baillon
- generalmajor Henry Bainbridge
- brigadir Euston Baker
- Thomas Durand Baker
- William Henry Goldney Baker
- Robert Balfour, 6th of Balbirnie
- Alexander Lindsay, 6th Earl of Balcarres
- brigadir Nigel Marlin Balchin
- Nisbet Balfour
- Philip Balfour
- Colin Robert Ballard
- brigadir James Archibald William Ballard
- John Archibald Ballard
- generalmajor Donald Thomas MacDonald Banks
- generalmajor Neil Charles Bannatyne
- brigadir John Ashworth Barraclough
- Colin Muir Barber
- brigadir David Maxwell Barchard
- brigadir Cyril Nelson Barclay
- Evelyn Barker
- George Digby Barker
- George Robert Barker
- Michael Barker
- Andrew Barnard
- Edward Barnes
- Sir David Baird, 1st Baronet
- generalmajor Robert Eric Barnsley
- Arthur Barrett
- brigadir Crocker Edmund Barrington
- generalmajor Frederick Wilmot Barron
- Harry Barron
- brigadir Richard Barrow
- Arthur Gordon Barry
- brigadir Walter de Stopham Baronet Barttellot
- Arthur Edward Barstow
- Charles St Leger Barter
- general William Henry Bartholomew
- generalmajor Richard Augustin Marriott Basset
- brigadir David Terence Bastin
- generalmajor George Edward Restalic Bastin
- generalporočnik Edrick Montague Bastyan
- generalmajor Donald Roland Edwin Rowan Bateman
- generalmajor Richard Hutchison Batten
- brigadir Stephen Alexander Holgate Batten
- brigadir Terence Esmond Maxwell Battersby
- brigadir Charles Daniel Bayley
- generalmajor Christian West Bayne-Jardine
- Hugh Beach
- Daniel Marcus William Beak
- generalmajor Douglas Beanland
- Edmund Charles Beard
- brigadir Joseph Hamilton Beattie
- generalmajor Archibald Bentley Beauman
- generalmajor Frederick George Beaumont-Nesbitt
- generalmajor Edward Archibald Beck
- brigadir Adrian William Bay Becher
- generalmajor Clifford Thomason Beckett
- William Beckett
- George Beckwith
- Thomas Sydney Beckwith
- Merton Beckwith-Smith
- generalmajor William Richard Beddington
- brigadir Edward Charles Beddows
- brigadir Davis Evan Bedford
- generalmajor Peter Cecil Norbury Bednall
- generalmajor John Hay Beith
- generalmajor Ronald Frederick King David Belchem
- Edward William Derrington Bell
- brigadir Robert Hugh Bellamy
- John Bellasis
- Sir Edward Bellingham, 5th Baronet
- Harcourt Mortimer Bengough
- generalmajor Edward Riou Benson
- Henry Roxby Benson
- generalmajor Ivan de la Bere
- William Beresford, 1st Viscount Beresford
- Noel Beresford-Peirse
- George Berkeley
- Denis Kirwan Bernard
- Horatio Pettus Mackintosh Berney-Ficklin
- brigadir James Brindley Bettington
- brigadir Frederick William Bewsher
- brigadir Charles George Bicknell
- Robert Biddulph
- generalmajor Alexander Gordon Biggam
- Peter de la Billière
- George Baillie-Hamilton, Lord Binning
- Graham Binns
- Noel Birch
- generalporočnik Clarence August Bird
- Christopher Birdwood, 2nd Baron Birdwood
- William Birdwood, 1st Baron Birdwood
- generalmajor Horace Leslie Birks
- generalmajor William Henry Alexander Bishop
- Charles Blackadder
- brigadir Travers Robert Blackeley
- Cecil Blacker
- generalmajor George Patrick Demaine Blacker
- Jeremy Blacker
- brigadir William Martin Blagden
- generalmajor John Blakiston-Houston
- Chandos Blair
- James Blair
- William Blakeney, 1st Baron Blakeney
- Humphrey Bland
- Alan Bruce Blaxland
- Andrew Blayney, 11th Baron Blayney
- brigadir Alexander Henry Blest
- Edward Bligh
- Thomas Bligh
- brigadir Allen Prichard Block
- Sir Thomas Blomefield, 1st Baronet
- brigadir Valentine Blomfield
- Bindon Blood
- brigadir William Edmund Roberts Blood
- Benjamin Bloomfield, 1st Baron Bloomfield
- John Bloomfield
- brigadir Frank Robert Bloor
- generalmajor Kenneth Marten Body
- brigadir Edward Rowan Boland
- Eric Bols
- Louis Bols
- brigadir Charles Arthur Bolton
- Charles Powlett, 3rd Duke of Bolton
- Charles Powlett, 5th Duke of Bolton
- Lionel Vivian Bond
- general Charles Bonham-Carter
- generalmajor Hugh Alastair Borradaile
- brigadir Charles Mendelssohn Bostock
- brigadir Thomas James Bosville
- generalmajor Charles Hamilton Boucher
- generalmajor John Boughey (1845–1932)
- brigadir Henry Sackville Joynt Bourke
- Richard Bourke
- Geoffrey Bourne, Baron Bourne
- brigadir Philip Ernest Bowden-Smith
- generalmajor William Oswald Bowen
- generalporočnik Roger Herbert Bower
- brigadir John Francis Bowerman
- Henry Brackenbury
- Edward Braddock
- Roland Boys Bradford
- brigadir Edward Bradney
- Adrian Bradshaw
- generalmajor William Pat Arthur Bradshaw
- John Bradstreet
- John Braithwaite, 1st Baronet of Poston
- Walter Braithwaite
- Sefton Brancker
- generalmajor Maxwell Spieker Brander
- brigadir Norman Baldwin Brading
- general Robert Napier Hubert Campbell Bray
- generalmajor Kilner Rupert Brazier-Creagh
- brigadir Rupert John Brett
- brigadir Eric Brickman
- brigadir Ivan Pringle Brickman
- generalmajor Robert Clive Bridgeman, 2nd Viscount Bridgeman
- Charles James Briggs
- Harold Rawdon Briggs
- Robin Brims
- general John Edward Spenser Brind
- Thomas Brisbane
- generalmajor Horton Brisco
- brigadir Charles Richard Britten
- generalmajor Francis Gerrard Russell Brittorous
- generalporočnik Charles Noel Frank Broad
- Robert George Broadwood
- Isaac Brock
- Thomas Brodie
- Joseph Brome
- William Bromley-Davenport
- Robert Brooke-Popham
- general Reginald Alexander Dallas Brooks
- Chris Brown
- George Brown
- Edward Stevenson Browne
- brigadir Dominick Andrew Sidney Browne
- James Browne
- Montfort Browne
- Sam Browne
- Frederick Browning
- general Nevil Charles Dowell Brownjohn
- Charles Henry Brownlow
- Robert Brownrigg
- generalporočnik Wellesley Douglass Studholme Brownrigg
- Charles Granville Bruce
- brigadir David Adye Buchan
- brigadir Edgar James Bernard Buchanan
- brigadir Alick Drummond Buchanan-Smith Baron Balerno of Currie
- general Francis Robert Roy Bucher
- Gerard Bucknall
- generalmajor Denys Herbert Vincent Buckle
- generalporočnik Gerard Corfield Bucknall
- brigadir William Buffey
- Edward Bulfin
- generalmajor Colin Bullard
- generalmajor Charles David Bullen-Smith
- Redvers Buller
- brigadir Humpry Bullock
- Sir Henry Bunbury, 7th Baronet
- brigadir Noel Louis St Prierre Bunbury
- brigadir Frederick Whitmore Burch
- Edward Burgess
- brigadir Eric de Burgh
- John Burgoyne
- brigadir Edward Sebastian Burke-Gaffney
- Edwyn Sherard Burnaby
- Charles Burnett
- John Burnett-Stuart
- brigadir George Talbot Burney
- George Burns
- brigadir Lionel Bryan Douglas Burns
- Sir Harry Burrard, 1st Baronet of Lymington
- Brocas Burrows
- George Burrows
- generalporočnik Montagu Brocas Burrows
- generalporočnik  Sir Edmund Burton [4]
- brigadir Guy Wirral Springman Burton
- Ralph Burton
- Mervyn Butler
- Richard Butler
- William Francis Butler
- brigadir St John Dudley Buxton
- brigadir John Ford Bygott
- Julian Byng, 1st Viscount Byng of Vimy
- Charles Broke Vere

## C
- generalporočnik Charles Alexander Elliott Cadell
- generalmajor Philip Herbert Cadoux-Hudson
- William Martin Cafe
- brigadir Edward Roy Caffyn
- generalporočnik Colin Bishop Callendar
- generalmajor Percy George Calvert-Jones
- brigadir Bruce Atta Campbell
- David Campbell
- John Charles Campbell
- John Vaughan Campbell
- William Pitcairn Campbell
- brigadir Donald Campion
- generalporočnik Ronald Herbert Candy
- John Capper
- Thompson Capper
- John Carnac
- Arthur Dalzell, 13th Earl of Carnwath
- John Owen Carpenter
- Laurence Carr
- generalporočnik Robert Harold Carrington
- Charles Frederick Carson
- George Carter-Campbell
- Adrian Carton de Wiart
- brigadir Richard Norton Cartwright
- generalmajor Rupert Tristram Oliver Cary
- generalmajor Francis Casement
- brigadir Reginald John Cash
- brigadir Edward Earnshaw Eden Cass
- James Cassels
- Robert Cassels
- Richard Lambart, 6th Earl of Cavan
- William Frederick Cavaye
- generalmajor William Cave-Brown
- William Orfeur Cavenagh
- Alfred Cavendish
- brigadir Ronald V. C. Cavendish
- generalmajor Walter Joseph Cawthorn
- brigadir Arnold de Lerisson Cazenove
- brigadir Cecil Arthur Harrop Chadwick
- brigadir Bernard Stanley Challen
- Crawford Chamberlain
- Neville Bowles Chamberlain
- George Nicolas Channer
- generalmajor Brian Herbert Chappel
- generalmajor Harold V.S. Charrington
- John Charteris
- generalmajor Geoffrey Cheetham
- Frederic Thesiger, 2nd Baron Chelmsford
- brigadir Hubert Layard Chesshyre
- brigadir Douglas Gordon Cheyne
- Philip Chetwode, 1st Baron Chetwode
- brigadir Raleigh Charles Joseph Chichester-Constable
- Wyndham Childs
- generalporočnik Maurice Somerville Chilton
- generalmajor Campbell Manning Christie
- general Alexander Frank Philip Christison, 4. baronet
- brigadir John Inglis Chrystall
- generalmajor John Bryan Churcher
- brigadir John Atherton Churchill
- Thomas Bell Lindsay Churchill
- generalmajor Reginald Blaxland Clarabut
- John George Walters Clark
- generalmajor Edward Montagu Campbell Clarke
- brigadir Edward Neville Clarke
- brigadir Frederick Arthur Stanley Clarke
- brigadir Terence Hugh Clarke
- Travers Clarke
- brigadir William Stanhope Clarke
- brigadir Philip Anthony Clauson
- generalmajor Edward Hadrill Clayton
- Gilbert Clayton
- brigadir Francis Charles Frederick Cleeve
- generalmajor Donald Clewer
- generalmajor Sir Henry Hugh Clifford
- brigadir Geoffrey Benedict Clifton-Brown
- Robert Clive, 1st Baron Clive
- Barry Close
- generalmajor Frederick Sherwood Clover
- generalmajor Norman Clowes
- generalmajor Walter Edmond Clutterbuck
- generalmajor Basil Aubrey Coad
- generalmajor Edwyn Harland Wolstenholme Cobb
- Alexander Cobbe
- generalmajor James Rupert Cochrane
- Alfred Codrington
- Clifford Coffin
- generalporočnik Cyril Frederick Charles Coleman
- general John Francis Stanhope Coleridge
- generalmajor Angus Lyell Collier
- generalmajor Wilfred d'Auvergne Collings
- generalmajor Edward Charles Colville
- brigadir Richard Beale Rous Colvin
- John Frederick Boyce Combe
- Walter Norris Congreve
- brigadir John James Pollock Conolly
- James Cooke-Collis
- brigadir Ralph Carson Cooney
- George Cooper
- John Cooper
- generalmajor Kenneth Christie Cooper
- Simon Cooper
- Eyre Coote (častnik Britanske kopenske vojske)
- Eyre Coote (častnik Britanske Indijske vojske)
- John Cope
- Felix Alexander Vincent Copland-Griffiths
- Thomas William Corbett
- Patrick Cordingley
- brigadir Vivian Leslie de Cordova
- Roddy Cordy-Simpson
- Edmund Boyle, 8th Earl of Cork
- Charles Cornwallis, 1st Marquess Cornwallis
- Edward Cornwallis
- brigadir Reginald Arthur Corsan
- generalporočnik George Norton Cory
- brigadir Noel Robert Charles Cosby
- Edmund Costello
- generalmajor Eric Boyd Costin
- generalmajor Algeron Edward Cottam
- Arthur Cotton
- Sydney Cotton
- Willoughby Cotton
- Willoughby Cotton
- Gordon Covell
- David Tennant Cowan
- Samuel Cowan
- John Cowans
- Gary Coward
- generalmajor Ernest Marshall Cowell
- generalmajor John Guise Cowley
- Edgar William Cox
- Herbert Cox
- Percy Cox
- generalmajor Norman Annesley Coxwell-Rogers
- brigadir Hugh John Bernard Cracroft
- generalmajor Archibald Maxwell Craig
- James Henry Craig
- Charles Craufurd
- Robert Craufurd
- William Craven, 1st Earl of Craven
- George Lindsay-Crawford, 22nd Earl of Crawford
- John Lindsay, 20th Earl of Crawford
- Kenneth Crawford
- O'Moore Creagh
- Michael O'Moore Creagh
- Timothy Creasey
- brigadir Wilson Theodore Oliver Crewdson
- John Crewe, 2nd Baron Crewe
- John Crocker
- brigadir Arthur Ainslie Crook
- Napier Crookenden
- brigadir Harold Powell Crosland
- brigadir Walter Hugh Crosland
- Tim Cross
- generalmajor Francis Lindisfarne Morley Crossman
- Joseph Crowdy
- generalmajor Brian Cuff
- brigadir Edward Revill Cullinan
- Alan Cunningham
- brigadir James Crossley Cunningham
- generalmajor Heerajee Jehangir Manockjee Cursetjee
- Edward Cust
- generalmajor Edward Cecil Neville Custance
- John Cutts, 1st Baron Cutts

## D
- Henry Trevor, 21st Baron Dacre
- George Charles D'Aguilar
- generalmajor Thomas Gerald Dalby
- George Ramsay, 9th Earl of Dalhousie
- generalmajor John Bernard Dalison
- Sir John Dalling, 1st Baronet
- Sir Hew Dalrymple, 1st Baronet, of High Mark
- William Dalrymple
- generalmajor Charles James George Dalton
- brigadir James Alfred Daniel
- Charles Daniell
- Richard Dannatt
- generalporočnik John Conyers D’Arcy
- Matthew Darby-Griffith
- Henry Darling
- Kenneth Darling
- Ralph Darling
- brigadir George Darwell
- generalmajor Basil Charles Davey
- Sir Henry Ferguson Davie, 1st Baronet
- Francis Davies
- generalmajor Henry Lowrie Davies
- Peter R. Davies
- Richard Hutton Davies
- Henry d'Avigdor-Goldsmid
- James d'Avigdor-Goldsmid
- brigadir Cyril Elliott Davis
- Gronow Davis
- brigadir George Mark Davy
- generalmajor David Dawnay
- Guy Dawnay
- generalmajor Arthur Peel Dawson
- Bertrand Dawson, 1st Viscount Dawson of Penn
- Douglas Dawson
- Vesey John Dawson
- Sir Henry Percival de Bathe, 4th Baronet
- Thomas de Courcy Hamilton
- Freddie de Guingand
- Oliver De Lancey mlajši
- Oliver De Lancey starejši
- Beauvoir De Lisle
- Dudley FitzGerald-de Ros, 24th Baron de Ros
- Anthony Deane-Drummond
- Wyndham Deedes
- Rohan Delacombe
- Walter Sinclair Delamain
- Cedric Delves
- Miles Dempsey
- generalmajor Roland Dening
- Thomas Dennehy
- generalporočnik Reginald Francis Stewart Denning
- generalmajor Meade Edward Dennis
- generalmajor James Guy Denniston
- generalmajor Lancelot Ernest Dennys
- generalmajor George Osborne De Renzy Channer
- Cyril Deverell
- Jack Deverell
- Robert Henry Dick
- Alexander Dickson
- Collingwood Dickson
- generalmajor Douglas Povah Dickinson
- Edward Thompson Dickson
- Jeremiah Dickson
- John Dill
- brigadir Charles Michael Dillwyn-Venables-LLewelyn
- Harry Kenneth Dimoline
- William Alfred Dimoline
- generalmajor William Elliot Randal Dimond
- Alexander Dirom
- Matthew Charles Dixon
- generalporočnik William George Sheddon Dobbie
- Charles Macpherson Dobell
- George Don
- brigadir Charles Donald
- Hay Frederick Donaldson
- Rufane Shaw Donkin
- John Hely-Hutchinson, 2nd Earl of Donoughmore
- Guy Carleton, 1st Baron Dorchester
- generalmajor Eric Edward Dorman-Smith
- Sir Kenneth Douglas, 1st Baronet
- Charles Douglas
- Henry Edward Manning Douglas
- Howard Douglas
- generalmajor Arthur Julian Hadfield Dove
- generalporočnik Arthur Arnold Bullick Dowler
- generalporočnik Ernest Edward Down
- Hugh Dawnay, 8th Viscount Downe
- brigadir Richard Dawney Viscount Downe
- Charles Hastings Doyle
- brigadir Guy Percy Lumsdon Drake-Brockman
- William Draper
- brigadir Cecil Francis Drew
- Christopher Drewry
- Gordon Drummond
- Drury Curzon Drury-Lowe
- John Philip Du Cane
- brigadir Cyril Collier Duchesné
- generalporočnik Alan Colquhoun Duff  (1895–1973)
- Alexander Duff
- Alexander Gordon Duff
- Beauchamp Duff
- Winston Dugan, 1st Baron Dugan of Victoria
- David Robertson Duguid
- brigadir Cecil Leonard Basil Duke
- Herbert Cecil Duncan
- Sir David Dundas, 1st Baronet
- Francis Dundas
- John Graham, 1st Viscount of Dundee
- Douglas Cochrane, 12th Earl of Dundonald
- generalmajor Charles Anderson Lane Dunphie
- Lionel Dunsterville
- Alan Algeron Marion Durand
- Henry Marion Durand
- James Durand
- Benjamin d'Urban
- generalporočnik Cyril Maton Periam Durnford
- Elias Walker Durnford
- generalmajor Godfrey Maxwell Dyer
- Reginald Dyer
- Vivian Dykes

## E
- brigadir Eric Greville Earle
- Ralph Eastwood
- James Edward Edmonds
- James Bevan Edwards
- Francis Howard, 1st Earl of Effingham
- Thomas Howard, 2nd Earl of Effingham
- Charles Egerton
- Archibald Montgomerie, 11th Earl of Eglinton
- Edmond Elles
- Hugh Elles
- John Elley
- Charles Ellice
- Edward Leonard Ellington
- Christopher Elliot
- Granville Elliott
- Roger Elliott
- Sir Howard Elphinstone, 1st Baronet
- Howard Craufurd Elphinstone
- William George Keith Elphinstone
- Poole England
- Thomas Erle
- Charles Hay, 20th Earl of Erroll
- George Erskine
- Sir William Erskine, 1st Baronet
- Sir William Erskine, 2nd Baronet
- Vernon Erskine-Crum
- Basil Eugster
- De Lacy Evans
- Geoffrey Charles Evans
- Lewis Pugh Evans
- Thomas Evans
- William Evans
- generalmajor Arthur Charles Tarver Evanson
- brigadir Arthur Malcolm Trustram Eve
- William Evelyn
- James Everard
- John Fullerton Evetts
- Spencer Ewart

## F
- generalmajor Cecil Benfield Fairbanks
- brigadir Thomas Fairfax-Ross
- Henry Fane
- Edmund Fanning
- generalmajor George Drew Fanshaw
- generalmajor Evelyn Dalrymple Fanshawe
- generalmajor Eric Victor Howard Fairtlough
- brigadir Richard Hugh Farren
- Martin Farndale
- Andrew Farquhar
- Anthony Farrar-Hockley
- Dair Farrar-Hockley
- Arthur Evelyn Farwell
- William Fawcett
- brigadir Cecil John Fearfield
- generalmajor Randle Guy Feilden
- William Feilding
- brigadir Reginald William Lyon Fellows
- Sir Charles Fergusson, 7. baronet
- James Fergusson
- Francis Festing
- brigadir David Fettes
- brigadir Leonard Frank Field
- generalmajor Lionel Hugh Knightley Finch
- Andrew Figgures
- generalporočnik George William Marshall Findley
- brigadir Alexander Montague Finlayson
- brigadir John Alexander Finlay
- general Henry Finnis
- generalmajor Charles Morgan Finny
- generalmajor Cecil Llewellyn Firbank
- generalmajor Charles Edward Anson Firth
- generalmajor Arthur Francis Fisher
- Bertie Fisher
- Lord Michael Fitzalan-Howard
- Charles FitzClarence
- general Robert George Victor FitzGeorge-Balfour
- generalmajor Gerald Michael Fitzgerald
- generalmajor Edward Herbert Fitzherbert
- Desmond Fitzpatrick
- Richard FitzPatrick
- Lord Charles FitzRoy
- Sir Frederick Fitzwygram, 4th Baronet
- generalmajor Courtney William Fladgate
- brigadir Edwin William Conquest Flavell
- generalmajor Sir Henry Robert Kincaid Floyd, 5. baronet
- Sir John Floyd, 1st Baronet
- generalporočnik Arthur Nugent Floyer-Acland
- Stafford Floyer-Acland
- John Paul Foley
- Henry Robert Bowreman Foote
- John Forbes
- Robert Ford
- brigadir James Francis Robert Forman
- brigadir Myles Landseer Formby
- generalporočnik Alfred Leonard Forster
- generalmajor Victor Morven Fortune
- brigadir John Galway Foster
- George Henry Fowke
- Charles Christopher Fowkes
- generalmajor William Augustus Fitzgerald Lane Fox-Pitt
- generalporočnik Harold Edmund Franklyn
- William Archibald Kenneth Fraser
- generalmajor Rowan Arthur Bayfield Freeland
- generalmajor Harold Augustus Freeman-Attwood
- brigadir John Linaeus French
- brigadir Jasper Gray Frere
- Bernard Freyberg, 1st Baron Freyberg
- generalmajor Arthur Leslie Irvine Friend
- brigadir John Cameron Friedberger
- brigadir Eric Herbert Cokayne Frith
- brigadir John Harold Frowen
- generalmajor Charles St Quentin Outen Fullbrook-Leggatt
- brigadir John Parke Fullerton
- brigadir Dennis Walter Furlong
- William Furse
- Albert Fytche

## G
- Henry Gage, 3rd Viscount Gage
- Thomas Gage
- general Charles Henry Gairdner
- Richard Nelson Gale
- Alexander Galloway
- Henri de Massue, Earl of Galway
- generalporočnik James Andrew Hharcourt Gammell
- brigadir Harold Phelps Gardham
- brigadir Richard Gardiner
- brigadir Hugh Wilfrid John Cairns Viscount Garmoyle
- George Garth
- Thomas Garth
- generalmajor Gerald Ion Gartland
- John Garvock
- generalmajor Julian Alvery Gascoigne
- William Julius Gascoigne
- Isaac Gascoyne
- Alfred Gaselee
- generalmajor Herbert Stuart Gaskell
- William Forbes Gatacre
- John Francis Gathorne-Hardy
- generalmajor Alexander Hugh Gatehouse
- generalmajor Kenneth Francis Drake Gattie
- brigadir Charles de Lisle Gaussen
- generalmajor John Bernard Gawthorpe
- brigadir Clifford Henry Geake
- brigadir Harry Taylor Genet
- brigadir Ernest Cyril Gepp
- Alexander Gibb
- John Gibbon
- general George James Giffard
- Glyn Gilbert
- Peter Gilchrist
- brigadir Albert Gillibrand
- Webb Gillman
- brigadir Horace James Gilman
- Sir Robert Gilmour, 1st Baronet
- brigadir Alistair Gilroy
- brigadir Thomas Frederick Given
- Henry Gladwin
- Duncan John Glasfurd
- Lord Edward Gleichen
- brigadir Edward Aubrey Glennie
- James Murray, 1st Baron Glenlyon
- James Glover
- generalmajor Robert C.A. Glunicke
- John Plumptre Carr Glyn
- generalporočnik Eric Norman Goddard
- Alexander Godley
- general Alfred Reade Godwin-Austin
- brigadir Richard Marie Joachim Goldie
- brigadir Harry Golding
- Frederic John Goldsmid
- generalmajor Robert Burrell Frederick Kinglake Goldsmith
- Walter Tuckfield Goldsworthy
- Sir William Gooch, 1st Baronet
- general Richard Wakefield Goodbody
- Charles Augustus Goodfellow
- generalmajor Howard Courtney Goodfellow
- Gerald Goodlake
- Richard Elton Goodwin
- Sir James Gordon, 1st Baronet
- George Gordon, 5th Duke of Gordon
- Joseph Maria Gordon
- Lord Adam Gordon
- William Gordon
- Robert Gordon-Finlayson
- George Gordon-Lennox
- Charles Stephen Gore
- G. F. Gorringe
- generalmajor Arthur Alec Goschen
- William Gott
- brigadir Christopher Hugh Gotto
- Charles John Stanley Gough
- Hubert Gough
- Hugh Henry Gough
- John Gough
- generalmajor Edward Henry Goulburn
- brigadir Claud Goulder
- Kenneth Ian Gourlay
- Michael Gow
- Alexander Hore-Ruthven, 1st Earl of Gowrie
- Douglas Gracey
- David Graeme
- Douglas Alexander Graham
- Gerald Graham
- brigadir Thomas Grainger-Stewart
- John Manners, Marquess of Granby
- generalmajor Laurence Douglas Grand
- Charles John Cecil Grant
- James Grant (častnik Britanske kopenske vojske)
- James Grant (Waterloo)
- James Hope Grant
- Scott Grant
- Timothy Granville-Chapman
- Arthur Edward Grassett
- Michael Gray
- brigadir Tom Neville Grazebrook
- brigadir Walter Douglas Campbell Greenacre
- brigadir Hector Robert Hume Greenfield
- brigadir Cyrus Greenslade
- brigadir Harold Gustave Francis Greenwood
- Stuart Greeves
- Guy Gregson
- generalmajor Philip Gregson-Ellis
- brigadir John Percival Sellon Greig
- Charles Grey
- Charles Grey
- James Grierson
- generalmajor John Arnold Atkinson Griffin
- generalmajor Eric Llewellyn Griffith-Williams
- Charles Griffiths
- generalmajor Gordon Edward Grimsdale
- brigadir Edward Johns Grinling
- George Grogan
- Francis Grose
- generalporočnik Maurice Fitzgibbon Grove-White
- Colin Gubbins
- brigadir Ernest Adolphus Leopold Gueterbock
- Gordon Guggisberg
- generalmajor Francis Wilfred de Guingand
- John Christopher Guise
- generalmajor Edward Temple Leigh Gurdon
- generalmajor Russell Gurney
- Charles Guthrie, Baron Guthrie of Craigiebank
- Roland Guy
- Willoughby Gwatkin
- Llewellyn Henry Gwynne

## H
- general John Winthrop Hackett
- Charles Hadden
- Frederick Edward Hadow
- general Arthur Brodie Haig
- Douglas Haig, 1st Earl Haig
- brigadir John Malcolm Hailey
- general Robert Hadden Haining
- Edmund Hakewill-Smith
- Richard Haking
- James Aylmer Lowthorpe Haldane
- Frederick Haldimand
- William Halifax
- Colin Halkett
- Hugh Halkett
- generalmajor Henry Ronald Hall
- Edward Victor Hallinan
- generalmajor John Gregson Halsted
- Richard Hebden O'Grady Haly
- William O'Grady Haly
- Bruce Hamilton
- Hubert Hamilton
- Ian Standish Monteith Hamilton
- James Inglis Hamilton
- Sir John Hamilton, 1st Baronet, of Woodbrook
- Alexander Hamilton-Gordon
- Alexander Hamilton-Gordon
- Edward Bruce Hamley
- generalmajor Arthur Verney Hammond
- Thomas Brand, 3rd Viscount Hampden
- John Hanbury-Williams
- generalporočnik James Bennett Hance
- brigadir James Bryan George Baronet Hennessy of Windelsham
- brigadir William Horatio Happell
- John Harding, 1st Baron Harding of Petherton
- Francis Pym Harding
- Arthur Edward Hardinge
- general Campbell Richard Hardy
- generalmajor James Francis Hare
- William Hargrave
- brigadir Kenneth Hargraves
- Charles Harington Harington
- Charles Henry Pepys Harington
- brigadir Arthur William Allen Harker
- Alexander Harley
- Jack Harman
- George Montague Harper
- Charles Stanhope, 3rd Earl of Harrington
- William Stanhope, 2nd Earl of Harrington
- brigadir Charles Edwin Laurence Harris
- generalporočnik Frederick Harris
- George Harris, 1st Baron Harris
- Ian Harris
- brigadir Lawrence Anstie Harris
- William Harris, 2nd Baron Harris
- generalmajor Desmond Harrison
- generalmajor Eric George William Wade Harrison
- generalmajor James Murray Robert Harrison
- brigadir Thomas Carleton Harrison
- Reginald Clare Hart
- generalmajor James Francis Harter
- generalmajor William Clavering Hartgill
- general Alan Fleming Hartley
- generalmajor John Redmond Hartwell
- Arthur Henry Seton Hart-Synnot
- generalmajor Charles Offley Harvey
- Edward Harvey
- generalmajor George Alfred Duncan Harvey
- John Harvey
- brigadir George Steven Harvie-Watt
- generalmajor William Freke Hasted
- Sir Charles Hastings, 1st Baronet
- generalmajor George Seton Hatton
- brigadir David Harvey Haugh
- generalmajor James William Norris Haugh
- generalmajor Henry Lawrence Haugton
- Sir Henry Havelock-Allan, 1st Baronet
- Henry Havelock
- brigadir Charles George Hawes
- generalmajor Leonard Arthur Hawes
- generalporočnik John Ledlie Inglis Hawkesworth
- generalmajor Edward Brian Barkley Hawkins
- generalmajor George Ledsam Seymor Hawkins
- brigadir Victor Francis Staples Hawkins
- Henry Hawley
- generalmajor Douglas Cyril Hawthorn
- generalmajor Arthur Kenneth Hay
- Lord John Hay
- generalporočnik Robert Hay
- Mian Hayaud Din
- generalmajor Cecil William Haydon
- generalmajor Joseph Charles Haydon
- generalmajor Eric Charles Hayes
- generalmajor Hayman John Hayman-Joyce
- Robert Hayman-Joyce
- brigadir Antony Henry Head (1906–1983)
- brigadir George Frederick Heaney
- Lewis Heath
- George Augustus Eliott, 1st Baron Heathfield
- brigadir Algernon George William Heber-Percy
- Killingworth Michael Fentham Hedges
- generalmajor Robert Cecil Osborne Hedley
- generalmajor Alfred Francis Hely
- generalmajor William Edward Gordon Hemming
- David Henderson
- William Heneker
- brigadir Robert Alexander Hepple
- brigadir Sidney Milverton Hepworth
- Arthur James Herbert
- brigadir Charles Edward Mercer Herbert
- generalporočnik Edwin Otway Herbert
- Percy Egerton Herbert
- brigadir Robert Charles Herron
- generalmajor Cecil Albert Heydeman
- generalmajor Reginald Kingscote Hewer
- general Reginald Hackett Hewetson
- Sir George Hewett, 1st Baronet
- brigadir Charles Caulfield Hewitt
- generalmajor George Douglas Gordon Dufferin Heyman
- Thomas George Gordon Heywood
- generalmajor Hugh Brownlow Hibbert
- generalmajor Lancelot Daryl Hickes
- William Bernard Hickie
- brigadir Philip Hugh Whitby Hicks
- George Higginson
- generalmajor Harold John Crossley Hildreth
- brigadir Reginald John Thoroton Hildyard
- John Hill
- Rowland Hill, 1st Viscount Hill
- brigadir James Hills
- brigadir John William Hinchcliffe
- generalmajor Neville Godfray Hind
- brigadir Geoffrey Bernard Sylvester Hindley
- generalmajor Charles Ernest Rickards Hirsch
- brigadir John Anthony Edwards Hirst
- Sir Thomas Hislop, 1st Baronet
- generalmajor Lionel Lennard Hoare
- brigadir James Wilfred Lang Stanley Hobart
- generalmajor Percy Cleghorn Stanley Hobart
- Michael Hobbs
- Edward Hodge
- generalmajor Gordon West Hodgen
- generalmajor Douglas McArthur Hogg
- brigadir Oliver Frederick Gillian Hogg
- brigadir John Harold Hogshaw
- Daniel Hoghton
- generalmajor William Corson Holden
- Arthur Holland
- brigadir Edward Milner Holland
- generalmajor John Charles Francis Holland
- general Leslie Chasemore Hollis
- Spencer Edmund Hollond
- Henry Holmes
- generalmajor Leonard Geoffrey Holmes
- generalmajor Noel Galway Holmes
- generalporočnik William George Holmes
- brigadir Rubert Edward Holmes a Court
- brigadir Kenneth Archibald Holmes-Tarn
- generalmajor Arthur Wilmot Wadeson Holworthy
- generalmajor Herbert Ralph Hone
- generalporočnik Alexander Hood
- generalmajor St. John Cutler Hooley
- John Hope, 4th Earl of Hopetoun
- generalmajor George Frederick Hopkinson
- brigadir Henry Somerset Parnell Hopkinson
- Peregrine Hopson
- brigadir Harry Ewart Hopthrow
- brigadir John Adam Hopwood
- brigadir Alan Hugh Hornby
- generalmajor Gerald Rom Warlters Horne
- Henry Horne, 1st Baron Horne
- Brian Horrocks
- brigadir Herbert Eric Horsfield
- William Horwood
- Frederick Elliot Hotblack
- brigadir Martin Hotine
- Beaumont Hotham, 3rd Baron Hotham
- Nick Houghton
- David House
- generalmajor Harold Arthur Hounsell
- Sir William Houston, 1st Baronet
- Charles Howard
- Francis Howard
- Patrick Howard-Dobson
- generalmajor Leonard Hamilton Howard-Jones
- generalmajor Richard Granville Hylton Howard-Vyse
- John Cradock, 1st Baron Howden
- Emanuel Scrope Howe
- George Howe, 3rd Viscount Howe
- Richard Curzon-Howe, 3rd Earl Howe
- brigadir William Tuxford Howe
- William Howe, 5th Viscount Howe
- generalmajor Frederick Gwynne Howell
- brigadir Bernard Howlett
- Geoffrey Howlett
- brigadir Ross Cosens Howman
- generalmajor John Patrick Huban
- generalmajor Hubert Jervoise Huddleston
- generalmajor Charles Edward Hudson
- Charles Patrick Amyatt Hull, KCB
- Richard Hull
- generalmajor William Harrington Hulton-Harrop
- Peter Hunt
- brigadir Thomas Cecil Hunt
- generalmajor Alan Hunter
- Archibald Hunter
- Martin Hunter
- Peter Hunter
- Robert Hunter
- Aylmer Hunter-Weston
- general Thomas Lionel Hunton
- John Huske
- generalporočnik Balfour Oliphant Hutchison
- Robert Hutchison, 1st Baron Hutchison of Montrose
- Edward Hutton
- Thomas Jacomb Hutton
- Charles Huxtable
- generalporočnik Frederick Gordon Hyland
- brigadir William Henry Hynes

## I
- William Inglis
- James John McLeod Innes
- Alistair Irwin
- James Murray Irwin DMS
- John Irwin
- general Hastings Lionel Baron Ismay of Wormington (1887–1965)
- Adrian Beare Incledon-Webber GOC Infantry Brigade[2]
- Charles St Maur Ingham CRA[2]
- John Darnley Ingles GOC Infantry Brigade[2]
- Edward Charles Ingouville-Williams	GOC Infantry Division[2]
- William Edmund Ironside GOC Infantry Brigade[2]
- Alfred Ernest Irvine GOC Infantry Brigade[2]
- Godfrey George Howy Irving	GOC Infantry Brigade[2]
- brigadir Cecil Edward Ronald Ince (1897–1988)[1]
- brigadir Frederick Reed Inglis (1896- )[1]
- generalmajor George Henry Inglis (1902–1979)[1]
- generalmajor Sir John Drummond Inglis (1895–1965)[1]
- brigadir John Innes (1907- ) [1]
- generalmajor Roland Debenham Inskip (1885–1971) [1]
- generalporočnik Noel Mackintosh Stuart Irwin (1892–1972)[1]
- generalmajor Stephen Fenemore Irwin (1895–1964) [1]
- brigadir Thomas Ivor-Moore (1897–1946)[1]

## J
- Archibald Jack
- James Lochhead Jack
- Arnold Jackson
- Henry Jackson
- Mike Jackson
- Richard Downes Jackson
- William Jackson
- Claud Jacob
- Ian Jacob
- Henry James
- Millis Jefferis
- George Jeffreys, 1st Baron Jeffreys
- David Jenkins
- Charles Ian Jerrard
- Henry Edward Jerome
- William Jervois
- Dudley Graham Johnson
- Garry Johnson
- Francis Earl Johnston
- Maurice Robert Johnston
- Alan Jolly
- Edward Jones
- Roderick Idrisyn Jones
- John Thomas Jones
- Love Jones-Parry
- David Judd

## K
- Henry Karslake
- Katharine, Duchess of Kent
- Richard Kane
- John Keane, 1st Baron Keane
- generalporočnik Sir John Manley Arbuthnot Keane
- Henry Sheehy Keating
- Richard Harte Keatinge
- brigadir Cleveland Mervyn Keble
- general Charles Frederic Keightley
- Robert Kekewich
- Vernon Kell
- brigadir Robert Harold Alexander Kellie
- Thomas Kelly-Kenny
- brigadir Hugh Ainsworth Kelsall
- George Kemball
- generalmajor Geoffrey Chicheley Kemp
- James Kempt
- brigadir Arthur George Kenchington
- generalmajor Douglas Anthony Kendrew
- Paul Aloysius Kenna
- Brian Kenny
- William Keppel (guverner)
- William Keppel (častnik Britanske kopenske vojske)
- generalmajor Harold Reginald Kerr
- Sir Edward Kerrison, 1st Baronet
- brigadir William Johnston Keswick
- brigadir Edward Rigby Kewley
- Berthold Wells Key
- Iftikhar Khan
- Muhammad Anwar Khan
- Muhammed Akbar Khan
- Muhammed Zafar Khan
- Francis Needham, 1st Earl of Kilmorey
- Brian Kimmins
- brigadir Hugh Kenyon Molesworth Baron Kindersley of West Hoathly
- generalporočnik Charles John Stuart King
- Frank King
- Evelyn Pierrepont, 2nd Duke of Kingston-upon-Hull
- brigadir James Joseph Kingstone
- generalmajor Stanley Woodburn Kirby
- general Walter Mervyn St. George Kirke
- Lamont Kirkland
- Sidney Kirkman
- George Macaulay Kirkpatrick
- brigadir Philip Kirkup
- brigadir Frederick Hermann Kisch
- John Kiszely
- Walter Kitchener
- Frank Kitson
- brigadir Gordon Sherwin Knight
- William Thomas Knollys
- brigadir Arthur John Knott
- brigadir Cyril Knowles
- Alfred Knox
- Charles Edmond Knox
- brigadir Fergus Y. Carson Knox
- Harry Knox
- brigadir Hubert Stanley Kreyer

## L
- Gerard Lake, 1st Viscount Lake
- Percy Lake
- Graeme Lamb
- John Lambert
- generalmajor William Harold Lambert
- John Lambton
- George Lammie
- generalmajor Charles Robert Wharram Lamplough
- generalmajor Stephen Lamplugh
- Robert Philip Lancaster-Ranking
- Herman Landon
- brigadir William Grant Lang-Anderson
- Algernon Philip Yorke Langhorne
- Harold Stephen Langhorne
- brigadir Eric Wilfred Langlands
- brigadir Charles Ardagh Langley
- general Gerald William Lathbury
- generalmajor John Cecil Latter
- generalmajor Percy Robert Laurie
- Robert Law
- Sydney Turing Barlow Lawford
- Charles Lawrence
- George St Patrick Lawrence
- Henry Merrick Lawson
- brigadir Edward F. Lawson
- Richard Lawson
- Robert Laycock
- generalmajor Roland Le Fanu
- Roger Eustace Le Fleming
- John Le Marchant
- Alexander Leith Hay
- generalmajor Maurice Lea-Cox
- John Le Marchant
- Edward Pemberton Leach
- Henry Leach
- David Leakey
- brigadir Duncan Alexander Learmont
- John Learmont
- Henry Leask
- generalmajor John Emund Leech-Porter
- brigadir Patrick Stephen Leeper
- generalporočnik Oliver Leese
- William Knox Leet
- John Henry Lefroy
- William Boog Leishman
- James Leith
- generalmajor Francis St. David Benwell Lejeune
- Peter Leng
- Lord George Lennox
- Wilbraham Lennox
- Walter Lentaigne
- Alexander Leslie
- generalmajor Robert Walter Dickson Leslie
- brigadir Benjamin Carl Lester
- generalmajor John Sydney Lethbrigde
- generalmajor Ernest Ord Lewin
- generalmajor Claude Francis Liardet
- brigadir Harry Sylvanus Lickman
- general Clive Gerard Liddell
- Edward Ligonier, 1st Earl Ligonier
- Luke Lillingstone
- Louis Lillywhite
- James Lindsay
- generalporočnik Wilfrid Gordon Lindsell
- Albemarle Bertie, 9th Earl of Lindsey
- Louis Lipsett
- brigadir Archibald Little
- Owen Edward Pennefather Lloyd
- Wilfrid Lewis Lloyd
- Edward Loch, 2nd Baron Loch
- generalporočnik Kenneth Morley Loch
- Rupert Lochner
- Rob Lockhart
- William Lockhart
- brigadir Robert Guy Loder-Symonds
- general Charles Falkland Loewen
- generalmajor Cyril Ernest Napier Lomax
- Samuel Lomax
- Robert Ballard Long
- Walter Long
- Charles Longcroft
- brigadir Harry Leicester Longden
- Thomas Pakenham, 5th Earl of Longford
- brigadir John Alexander Longmore
- Stephen Hemsley Longrigg
- brigadir Hanri de Lotbiniere Panet
- William Kerr, 2nd Marquess of Lothian
- William Kerr, 4th Marquess of Lothian
- generalporočnik Reginald Dawson Hopcraft Lough
- generalmajor Arthur Harold Loughborough
- generalmajor Louis Anthony Loup
- Simon Fraser, 14th Lord Lovat
- generalmajor Osmond de Turville Lovett
- brigadir Alban Low
- Hudson Lowe
- W. H. M. Lowe
- Cecil Lowther
- generalmajor Henry Charles Loyd
- Richard Luard
- generalmajor Geoffrey Lucas
- Henry Lukin
- generalmajor Wilfrid Boyd Fellows Lukis
- Henry Lumley
- William Lumley
- Frederick William Lumsden
- Harry Burnett Lumsden
- Herbert Lumsden
- generalporočnik Otto Marling Lund
- brigadir Maurice Stanley Lush
- brigadir Cyril Vernon Lechmere Lycett
- brigadir Rymel Watts Lymer
- generalmajor Lewis Owen Lyne
- Thomas Graham, 1st Baron Lynedoch
- brigadir Cyril Arthur Lyon
- Humphrey Lyons
- brigadir Richard Clarke Lyons
- Daniel Lysons
- Harry Hammon Lyster
- Neville Lyttelton
- Richard Lyttelton

## M
- Mary, Princess Royal and Countess of Harewood
- generalmajor Gerald Esmond MacAlevey
- generalporočnik William Porter MacArthur
- Charles MacCarthy
- Edward Macarthur
- Godfrey Macdonald, 3rd Baron Macdonald of Slate
- generalmajor Harry Macdonald
- Hector MacDonald
- James Balfour Macdonald
- John Macdonald
- James Macdonnell
- George Macdonogh
- Alastair Ian Macdougall
- Patrick Leonard MacDougall
- generalporočnik Frank Noel MacFarlane
- John Mandeville Macfie
- Charles MacGregor
- Duncan Sayre MacInnes
- brigadir John R. MacIntosh-Walker
- Donald Macintyre
- brigadir Kenneth Mackay
- Colin John Mackenzie
- brigadir David Alexander Laurance Mackenzie
- Jeremy Mackenzie
- generalmajor John Alexander Mackenzie
- Alexander Mackenzie-Fraser
- generalmajor Pierse Joseph Mackesey
- Harry Ripley Mackeson, 1. baronet
- brigadir Andrew Hugh Mackie
- William Henry Mackinnon
- brigadir John Ronald Mackintosh-Walker
- Sir Fitzroy MacLean, 1st Baronet
- generalporočnik Gordon Forbes Maclean
- generalmajor Charles William MacLeod
- John Macleod
- generalmajor Malcom Neynoe Macleod
- generalmajor Minden Whyte-Melville Macleod
- general Gordon Holmes Alexander MacMillan of MacMillan
- generalmajor Hugh Tennant MacMullen
- brigadir Geoffrey Alex Colin Macnab
- brigadir John Francis Macnab
- Herbert Taylor MacPherson
- William Macpherson
- Lachlan Macquarie
- generalmajor Albert Edward Macrae
- generalmajor Ian Macpherson Macrae
- generalporočnik Gordon Nevil Macready
- brigadir John Macready
- Nevil Macready
- brigadir Arthur Douglas Magnay
- brigadir Jeremiah John Magner
- Bryan Mahon
- brigadir Hugh Salusbury Kynaston Main
- Frederick Maitland
- Peregrine Maitland
- Thomas Maitland
- generalmajor Vivian Henry Bruce Majendie
- generalmajor Aubertin Walter Sothern Mallaby
- Wilfrid Malleson
- generalmajor Christopher Michael Maltby
- brigadir Hugh Pennycuick Maltby
- generalmajor Patrick Holberton Man
- Lennard Charles Mandleberg
- generalmajor John Alexander Manifold
- Lord Charles Manners (?-1761)
- Lord Charles Manners (1780–1855)
- Lord Robert Manners (generalmajor)
- Lord Robert Manners (general Britanske kopenske vojske)
- generalmajor Lionel Charles Manners-Smith
- William Manning
- Mark Mans
- general Eric Carden Robert Mansergh
- Charles Spencer, 3rd Duke of Marlborough
- John Churchill, 1st Duke of Marlborough
- brigadir Hugh Leslie Marriott
- generalmajor John Charles Oakes Marriott
- generalmajor John Stuart Marshall
- William Marshall
- general James Handyside Marshall-Cornwall
- generalporočnik Giffard Le Quesne Martel
- brigadir Cyril Gordon Martin
- brigadir Edwyn Sandys Dawes Martin
- generalporočnik Hugh Gray Martin
- generalmajor James Mansergh Wentworth Martin
- brigadir John Crawford Martin
- generalmajor John Simson Stuart Martin
- generalmajor Kevin John Martin
- Samuel Masham, 1st Baron Masham
- Noel Mason-Macfarlane
- generalmajor Grant Massie
- generalporočnik Hugh Royds Stokes Massy
- Torquhil Matheson
- brigadir Leonard William Henry Mathias
- brigadir Arthur Gordon Matthew
- generalmajor Francis Raymond Gage Matthews
- brigadir Ralph Charles Matthews
- brigadir Harold Lancelot Roy Matthews
- brigadir Christian George Maude
- Frederick Francis Maude
- Frederick Stanley Maude
- brigadir Mark Stuart Ker Maunsell
- brigadir Raymond John Maunsell
- Frederick Barton Maurice
- John Frederick Maurice
- Ivor Maxse
- Francis Aylmer Maxwell
- generalmajor John Lawrence Maxwell
- brigadir Richard Hobson Maxwell
- generalmajor Aymer Maxwell
- Reginald May
- Simon Mayall
- generalmajor Ashton Gerard Oswald Mosely Mayne
- William McBean
- brigadir Frank McCallum
- generalporočnik Ross Cairns McCay
- John McColl
- Frederick McCracken
- Richard McCreery
- Robert McDouall
- Donald Kenneth McLeod
- Roderick McLeod
- generalmajor Donald Jay McMullen
- William McMurdo
- John Carstairs McNeill
- Alexander Anderson McHardy
- generalmajor John Edward Chalmers McCandlish
- generalmajor Douglas Fitzgerald McConnel
- generalporočnik Richard Loudon McCreery
- generalmajor Andrew Jameson McCulloch
- generalporočnik Kenneth Graeme McLean
- generalmajor Neil McMicking
- brigadir John Kirkland McNair
- brigadir Forbes Lankester McNaughton
- brigadir Alan Bruce McPherson
- brigadir Leslie Harrison McRobert
- generalmajor Oswald William McSheehy
- Richard John Meade
- brigadir Gerald Grimwood Mears
- Reginald Brabazon, 13th Earl of Meath
- brigadir Edgar Julius Medley
- brigadir Frank Medlicott
- William Medows
- William Hope Meiklejohn
- Charles John Melliss
- generalmajor John Seymour Mellor
- Henry Dundas, 3rd Viscount Melville
- Robert Melville
- generalmajor Ambrose Neponucene Trelawny Meneces
- Robert Menzies
- generalmajor Stewart Graham Menzies
- generalmajor Thomas Menzies
- Cavalié Mercer
- William Merewether
- Frank Messervy
- generalmajor John Francis Metcalfe
- generalmajor Godwin Michaelmore
- George Middlemore
- Frederick Dobson Middleton
- Eric Grant Miles
- Herbert Miles
- generalmajor Charles Harvey Miller
- brigadir Ernest William Milford
- George Milne, 1st Baron Milne
- George Milner
- generalmajor John Randle Minshull-Ford
- generalmajor William Henry Buchanan Mirrless
- brigadir Lawrence Edward Misa
- generalmajor Philip Henry Mitchiner
- Bertrand Richard Moberly
- brigadir Eric Edward Mockler-Ferryman
- John Mogg
- brigadir Gilbert Leslie Mold
- brigadir Gerard Herbert Leo Mole
- generalporočnik George Noble Molesworth
- generalmajor Francis Robert Henry Mollan
- Gilbert Monckton, 2nd Viscount Monckton of Brenchley
- Robert Monckton
- Ernest Money
- brigadir Harold Douglas Kyrie Money
- generalmajor Robert Cotton Money
- Sir Charles Monro, 1st Baronet
- generalmajor David Carmichael Monro
- Edward James Montagu-Stuart-Wortley
- Ernest John Montgomery
- Arthur Thomas Moore
- generalmajor Francis Malcom Moore
- generalmajor James Newton Rodney Moore
- John Moore
- generalmajor Charles Dawson Moorhead
- brigadir Philip Alfred Morcombe
- Harry Mordaunt
- John Mordaunt
- Charles Morgan
- generalporočnik Frederick Edgworth Morgan
- J. H. Morgan
- generalmajor Harold de Riemer Morgan
- brigadir Morgan Cyril Morgan
- general William Duthie Morgan
- generalmajor Llewellyn Isaac Gethin Morgan-Owen
- Thomas Morland
- Thomas Morony
- general Edwin Logie Morris
- brigadir Herbert Edwin Abrahall Morris
- Staats Long Morris
- George Morrison
- Joseph Wanton Morrison
- Walter Francis Morrogh
- David Mostyn
- John Mostyn
- J. E. B. Seely, 1st Baron Mottistone
- brigadir John Moubray
- generalmajor Blair Stirling Mould
- generalmajor James Louis Moulton
- Berkeley Moynihan, 1st Baron Moynihan
- brigadir James Henry Muirhead
- Henry Phipps, 1st Earl of Mulgrave
- generalmajor Archibald Campbell Munro
- Hector Munro, 8th of Novar
- George FitzClarence, 1st Earl of Munster
- generalmajor Charles Alexander Phipps Murison
- Sir John Murray, 8th Baronet
- Horatius Murray
- Archibald Murray
- George Murray
- James Murray
- David Murray-Lyon
- James Wolfe-Murray
- general Sydney Frederick Muspratt
- Alfred Musson
- Geoffrey Musson
- brigadir Philip Stafford Myburgh

## N
- Charles Edward Nairne
- Charles James Napier
- George Thomas Napier
- William Francis Patrick Napier
- Eric Paytherus Nares
- John Nation
- Philip Neame
- Thomas Pelham-Clinton, 3rd Duke of Newcastle-under-Lyne
- Edward Newdegate
- general Cameron Gordon Graham Nicholson
- Francis Nicholson
- John Sanctuary Nicholson
- generalmajor Francis Lothian Nicholson
- William Henry Snyder Nickerson
- William Nicolay
- John Nixon
- Miles Fitzalan-Howard, 17th Duke of Norfolk
- Willoughby Norrie, 1st Baron Norrie
- Edward Northey
- George FitzRoy, 1st Duke of Northumberland
- Hugh Percy, 2nd Duke of Northumberland
- Chapple Norton
- Edward Felix Norton
- generalporočnik Francis Poitiers Nosworthy
- general Cyril Dupré Noyes
- generalmajor John Fagan Henslowe Nugent
- Archibald Nye

## O
- brigadir Brian Palliser Tiegue O'Brian
- brigadir Walter Cormac Locke O'Carroll
- Richard O'Connor
- Luke O'Connor
- generalmajor Eric Hugh O'Donnell
- Kevin O'Donoghue
- brigadir Morgan John Winthrop O'Donovan
- generalmajor John Field Fraser Oakeshott
- brigadir Harry Naismith Obbard
- James Oglethorpe
- generalmajor William Heneage Ogilvie
- Charles O'Hara
- Louis Oldfield
- Laurence Oliphant
- William Olpherts
- generalmajor David Vincent O'Malley
- Michael O'Moore Creagh
- brigadir Colin Vyvyan O'Neil McNabb
- Denzil Onslow
- Richard Onslow
- Harry Ord
- James Butler, 2nd Duke of Ormonde
- Charles Boyle, 4th Earl of Orrery
- John Oswald
- Loftus William Otway
- David Lloyd Owen
- brigadir Claud Catton Oxborrow
- generalmajor Walter Hayes Oxley
- generalmajor William Maingay Ozanne

## P
- Douglas Packard
- generalmajor Charles Max Page
- Jacko Page
- general Bernard Charles Tolver Paget
- Arthur Paget
- Edward Paget
- Lord George Paget
- generalmajor Douglas Paige
- William Hacket Pain
- brigadir Gordon Whistler Arnaud Painter
- Edward Pakenham
- generalporočnik Ridley Pakenham Pakenham-Walsh
- generalmajor Alexander George Victor Paley
- Arthur Power Palmer
- Anthony Palmer
- generalmajor Geoffrey Woodroffe Palmer
- Henry Spencer Palmer
- Michael Palmer
- Patrick Palmer
- William Maule, 1st Earl Panmure
- brigadir David Forsyth Panton
- generalmajor Robert Beverly Pargiter
- generalmajor Hetman Jack Parham
- brigadir Charles Melvill Paris
- Thomas Heazle Parke
- William Parke
- Nick Parker
- brigadir Reginald Horace Roger Parminter
- Robert Pascoe
- generalmajor Herbert MacGregor Paterson
- brigadir Hanbury Pawle
- brigadir John Stanley Payne
- Sir William Payne-Gallwey, 1st Baronet
- generalmajor Charles Frederick Byrde Pearce
- Edward Pearce
- Thomas Pearce
- brigadir Edward Robert Luxmoore Peake
- Charles Pearson
- Thomas Pearson
- Thomas Pearson (častnik Britanske kopenske vojske)
- Jonathan Peel
- generalporočnik David Peel Yates
- Lewis Pelly
- George Herbert, 11th Earl of Pembroke
- Henry Herbert, 9th Earl of Pembroke
- Henry Herbert, 10th Earl of Pembroke
- brigadir Brian Pennefather-Evans
- John Lysaght Pennefather
- Brian Pennicott
- generalmajor William Ronald Campbell Penney
- brigadir Ernest Cecil Pepper
- William Pepperrell
- generalmajor Christopher Peter Westby Perceval
- generalporočnik Arthur Ernest Percival
- Henry Percy
- brigadir Joscelyn Edward Seymour Percy
- George Pereira
- generalmajor Henry Marrian Perry
- generalmajor Claude Ernest Pert
- Peter Grant Peterkin
- brigadir Christopher Henry Maxwell Peto, 3. baronet
- generalmajor Roderic Loraine Petre
- William Peyton
- Arthur Purves Phayre
- Richard Philipps
- William Phillips
- Edmund Phipps-Hornby
- brigadir Ralph Emerson Pickering
- brigadir Wallace Edward Colin Pickthall
- Thomas Picton
- generalmajor Francis Stewart Gilderoy Piggott
- Sir Robert Pigot, 2nd Baronet
- generalmajor Alan John Keefe Pigott
- Anthony Pigott
- brigadir Frank Borkman Pigott
- brigadir Harold Elwis Pike
- Hew Pike
- generalporočnik William Gregory Huddleston Pike
- Frederick Alfred Pile
- Gerald Arthur Pilleau
- Duncan Pitcher
- George Dean Pitt
- William Augustus Pitt
- Augustus Pitt Rivers
- brigadir Robert Baron Platt of Grindleford
- William Platt
- Ian Stanley Ord Playfair
- brigadir Brian Edward Chicheley Plowden
- Herbert Plumer, 1st Viscount Plumer
- general Joseph Howard Nigel Poett
- George Pollock
- Robert Pollock
- Frederick Cavendish Ponsonby
- William Ponsonby
- generalmajor Leopold Thomas Poole
- brigadir Robert George Conway Poole
- generalporočnik Vyvyan Vavasour Pope
- brigadir Arthur Espie Porritt, baron Porritt
- brigadir Guy Maurice Berkeley Portman
- David Colyear, 1st Earl of Portmore
- brigadir Arthur Kingscote Potter
- brigadir Donald Powell
- Henry Watson Powell
- Manley Power
- Charles Armand Powlett
- Henry Royds Pownall
- Thomas Simson Pratt
- Harry Prendergast
- Sir Thomas Prendergast, 1st Baronet
- Richard Prescott
- Robert Prescott
- brigadir Thomas Preston
- brigadir William Ralph Prescott
- Augustine Prévost
- George Prévost
- Llewelyn Alberic Emilius Price-Davies
- John Prideaux
- brigadir Eric Pridie
- generalmajor Robert Cecil Priest
- generalmajor John Hedley Thorton Priestman
- Hugh Anthony Prince
- Harry Pritchard
- Dighton Probyn
- Henry Procter
- brigadir Harold Gordon Lusby Prynne
- generalmajor Lewis Henry Owain Pugh
- Lewis Pugh Evans
- Sir James Pulteney, 7th Baronet
- Harry Pulteney
- William Pulteney Pulteney
- generalmajor William Brooke Purdon
- generalmajor Arthur William Purser
- brigadir Alexander James Lamb Purves
- general Harold English Pyman

## Q
- general Edward Pellew Quinan

## R
- brigadir Basil Bedsmore Rackham
- Percy Radcliffe
- brigadir Hugh Poynton Radley
- Robert Napier Raikes
- generalmajor Geoffrey Taunton Raikes
- Henry Ramsay
- David Ramsbotham, Baron Ramsbotham
- William Havelock Ramsden
- generalmajor Hubert Elvin Rance
- generalmajor Henry Charles Deans Rankin
- John Brocklehurst, 1st Baron Ranksborough
- generalmajor Algernon Lee Ransome
- generalmajor Robert St. George Tyldesley Ransome
- Anthony Raper
- Hurdis Ravenshaw
- brigadir James Maudsley Rawcliffe
- Cecil Rawling
- generalmajor Stuart Blundel Rawlins
- Henry Rawlinson, 1st Baron Rawlinson
- generalmajor Geoffrey Grahame Rawson
- brigadir George Streynsham Rawstorne
- brigadir Alfred Rea
- Anthony Read
- Raymond Northland Revell Reade
- generalmajor Arnold Hughes Eagleton Reading
- generalmajor Edgar Platt Readman
- Felix Ready
- John Ready
- generalporočnik Harold Redman
- brigadir Martin Baron Redmayne of Ruchcliffe
- Hamilton Lyster Reed
- brigadir Robert Bruce Stephen Reford
- generalmajor Tom Gordon Rennie
- Thomas Wynford Rees
- generalmajor John Talbot Wentworth Reeve
- Denys Whitehorn Reid
- brigadir Francis Smith Reid
- John Reid
- William Reid
- William Edward Moyses Reilly
- John Reith
- Francis Rodd, 2nd Baron Rennell
- George Alexander Renny
- brigadir George Douglas Renny
- generalmajor James Malcom Leslie Renton
- generalmajor William Revell Revell-Smith
- generalmajor Roger Clayton Reynolds
- generalmajor Arthur Terence de Rhe-Philippe
- Phineas Riall
- Spring R. Rice
- generalmajor Henry Hampden Rich
- Sir Robert Rich, 5th Baronet
- David Richards
- general Sir Charles Leslie Richardson
- Robert Richardson
- Charles Lennox, 2nd Duke of Richmond
- Charles Lennox, 4th Duke of Richmond
- generalmajor Gerald Arthur Rickards
- generalmajor Abby Henry Gough Ricketts
- Thomas Riddell-Webster
- Andrew Ridgway
- brigadir Thomas Rigby
- generalmajor Henry Guy Rilay
- Jonathon Riley
- brigadir Geoffrey Acworth Rimbault
- brigadir Reginald Gordon Ward Rimington
- Alan MacDougall Ritchie
- Neil Ritchie
- Richard Savage, 4th Earl Rivers
- brigadir Thomas Robbins
- Frederick Robe
- Ouvry Lindfield Roberts
- Frank Crowther Roberts
- George Philip Bradley Roberts
- Ouvry Lindfield Roberts
- Abraham Roberts
- Frederick Roberts, 1st Earl Roberts
- Sebastian Roberts
- Brian Hubert Baron Robertson of Oakridge
- Ian Argyll Robertson[5]
- William Robertson
- generalmajor Alfred Eryk Robinson
- Frederick Philipse Robinson
- generalmajor Francis James Rennell Rodd Baron Rennell of Rodd
- brigadir Cuthbert Harold Boyd Rodham
- brigadir William Carden Roe
- generalmajor William Gordon Roe
- Robert Montresor Rogers
- Henry Montagu, 6th Baron Rokeby
- Bill Rollo
- Stuart Peter Rolt
- brigadir Francis David Rome
- Cecil Romer
- generalmajor Horace Eckford Roome
- brigadir William Noel Roper-Caldbeck
- William FitzGerald-de Ros, 23rd Baron de Ros
- Michael Rose
- generalmajor Robert Knox Ross
- brigadir Frederick Norman Chambers Rossiter
- James St Clair-Erskine, 2nd Earl of Rosslyn
- Robert Cuninghame, 1st Baron Rossmore
- Francis de Rottenburg
- brigadir George Rowland Patrick Roupell
- William Rous
- brigadir Gawaine Basil Rowan-Hamilton
- brigadir Eric Betram Rowcroft
- Hugh Rowlands
- William Roy
- Leslie Rundle
- Lord Alexander Russell
- Baker Russell
- Dudley Russell
- Lord George Russell
- David Rutherford-Jones
- brigadir Charles Edmund Ryan

## S
- Edward Sabine
- Joseph Sabine
- brigadir Eric Sachs
- Charles Sackville-West, 4th Baron Sackville
- George Germain, 1st Viscount Sackville
- Lionel Sadleir-Jackson
- Robert Henry Sale
- brigadir Walter Morley Sale
- generalmajor Arthur Guy Salisbury-Jones
- brigadir Joseph Arthur Salomons
- Alexander Fraser, 17th Lord Saltoun
- brigadir Francis Rossall Sandford
- William Mansfield, 1st Baron Sandhurst
- brigadir John Grey Sandie
- Richard Hieram Sankey
- Euston Henry Sartorius
- Reginald William Sartorius
- brigadir John Conrad Saunders-Jacobs
- generalmajor Macan Saunders
- generalporočnik Reginald Arthur Savory
- Aldred Lumley, 10th Earl of Scarbrough
- Roger Lumley, 11th Earl of Scarbrough
- brigadir Gerald Scarlett
- James Yorke Scarlett
- generalporočnik Edmond Charles Acton Schreiber
- brigadir Harold St. George Schomberg
- Edmond Schreiber
- Henry Sclater
- Henry Jenner Scobell
- generalmajor Sanford John Palairet Scobell
- generalporočnik Ronald MacKenzi Scobie
- general Geoffry Allan Percival Scoones
- generalmajor Reginald Laurence Scoones
- James Bruce Scott
- Thomas Scott
- Logan Scott-Bowden
- William Scotter
- Robert Scott-Kerr
- Francis Mackenzie, 1st Baron Seaforth
- Edward Seager
- generalmajor Gordon Hamilton Seath
- brigadir Charles Douglas Kingsley Seaver
- Sir John Sebright, 6th Baronet
- brigadir Ronald Henry Senior
- generalporočnik Bertram Norman Sergison-Brooke
- brigadir Edgar Patrick Sewell
- Horace Sewell
- Sir Francis Seymour, 1st Baronet
- William Seymour
- brigadir Henry Shapcott
- generalmajor John Dee Shapland
- John Sharp
- James Shaw Kennedy
- Frederick Shaw
- Hugh Shaw
- Roger Hale Sheaffe
- generalmajor Eric James Shearer
- Philip James Shears
- John Coape Sherbrooke
- William Shirley
- Richard Shirreff
- generalmajor Stephen Newton Shoosmith
- Henry Shrapnel
- John Shrimpton
- Cameron Shute
- Henry Taylor Siborne
- John Graves Simcoe
- Frank Keith Simmons
- brigadir Ivan Simson
- John Alexander Sinclair
- Patrick Sinclair
- Pratap Singh of Idar
- generalmajor Hervey Degge Wilmot Sitwell
- generalmajor Eric Keir Gilborne Sixsmith
- brigadir Eric Ommanney Skaife
- Andrew Skeen
- brigadir Lionel Bootle-Wilbraham Baron Skelmersdale
- generalmajor Frank Hollamby Skinner
- generalmajor John Nuttall Slater
- Rudolf Carl von Slatin
- William Slim, 1st Viscount Slim
- Robert Sloper
- Gerard Russell Smallwood
- brigadir William Russell Smijth-Windham
- Arthur Smith
- Clement Leslie Smith
- generalmajor Edmund Hakewill Smith
- generalmajor Cecil Miller Smith
- brigadir Edward Percival Allman Smith
- Francis Smith
- Sir Harry Smith, 1st Baronet
- Horace Smith-Dorrien
- Sir Lionel Smith, 1st Baronet
- Rupert Smith
- brigadir William Aird Smith
- Edward Selby Smyth
- George Stracey Smyth
- Henry Augustus Smyth
- generalporočnik John George Smyth
- brigadir Sir John Smyth, 1st Baronet
- Leicester Smyth
- Nevill Maskelyne Smyth
- generalmajor Arthur Hugh Jay Snelling
- Thomas D'Oyly Snow
- brigadir Denys Mavesyn Anslow Sole
- Algernon Seymour, 7th Duke of Somerset
- Edward Arthur Somerset
- Henry Somerset
- brigadir Nigel FitzRoy Somerset
- generalmajor Edward Louis Spears, 1. baronet
- brigadir James Lewis Spencer
- brigadir Robert John Springhall
- brigadir James Chambers Sproule
- generalmajor Alexander Wallace Sproull
- William Spry
- generalmajor John Michael Kane Spurling
- generalmajor George James Paul St. Clair
- James St Clair
- Anthony St Leger
- John St. George
- generalmajor Peter St. Clair-Ford
- Albert Clarence St. Clair-Morford
- generalmajor Hugh Huntington Stable
- Lee Stack
- generalmajor William Donovan Stamer
- brigadir Henry Stanford
- generalmajor Reginald George Stanham
- James Stanhope, 1st Earl Stanhope
- brigadir Alexander Beville Gibbons Baronet Stanier
- brigadir Arthur Christopher Lancelot Stanley-Clarke
- Edward Stanton
- John Stanwix
- brigadir Robert Staveley
- Charles William Dunbar Staveley
- William Staveley
- generalmajor William Arthur Macdonald Stawell
- brigadir Gerrard Francis Hood Stayner
- generalmajor John Francis Dawes Steedman
- general James Stuart Steele
- Thomas Montagu Steele
- brigadir Frederick Stephens
- generalmajor Reginald Herbert Ryrie Steward
- brigadir Charles Gordon Stewart
- Sir Donald Stewart, 1st Baronet
- brigadir Guy Milton Stewart
- generalmajor Herbert William Vansittart Stewart
- Ian MacAlister Stewart
- generalmajor William Ross Stewart
- Giles Stibbert
- John Stibbon
- brigadir James Erskine Stirling
- William Stirling
- Henry William Stisted
- general Hugh Charles Stockwell
- brigadir Ralph Shelton Griffin Stokes
- brigadir John Southam Wycherley Stone
- generalporočnik Robert Graham William Hawkins Stone
- generalporočnik Sir Montagu George North Stopford
- Frederick Stopford
- Henry Knight Storks
- generalmajor Hugh Stott
- Richard Strachey
- generalporočnik William Henry Stratton
- generalmajor Chauncey Batho Dashwood Strettell
- brigadir Charles Herbert Stringer
- generalmajor Kenneth William Dobson Strong
- brigadir Humphrey Cecil Travell Stronge
- Charles Stuart
- James Stuart (?-1793)
- James Stuart (častnik Britanske kopenske vojske)
- John Stuart, Count of Maida
- Herbert Studd
- Herbert Studd
- generalmajor Robert Hallam Studdert
- generalporočnik Robert Grives Sturges
- generalporočnik Ernest Ker Squires
- John Howard, 15th Earl of Suffolk
- general Cecil Stanway Sugden
- brigadir Gwynne Brian Sugden
- generalmajor George Surtees
- generalporočnik John George des Réaux Swayne
- generalmajor Charles Roger Alan Swynnerton
- brigadir David Henry Amyatt Swinburn
- generalmajor George Alexander Neville Swiney
- Ernest Dunlop Swinton
- Percy Sykes
- Frederick Sykes
- Matthew Sykes
- generalmajor George William Symes
- generalmajor Gilbert Savil Szlumper

## T
- Reginald Talbot
- brigadir Ernest Tankard
- Nigel Tapp
- Banastre Tarleton
- brigadir Gerald Weldon Browne Tarleton
- Herbert Taylor
- Robert Taylor
- Francis, Duke of Teck
- Christopher Teesdale
- generalmajor Alexander Patrick Drummond Telfer-Smollett
- generalmajor Bertram Temple
- Gerald Templer
- brigadir James Noel Tetley
- brigadir Mark Symonds Teversham
- Andrew Rutherford, 1st Earl of Teviot
- brigadir John Aarundel Theobalds
- George Thesiger
- brigadir Kodandera Subayya Thimayya
- Gwilym Ivor Thomas
- Noel Thomas
- Walter Babington Thomas
- Thomas Perronet Thompson
- James Noel Thomson
- Mowbray Thomson
- Noel Arbuthnot Thomson
- Andrew Thorne
- brigadir Robert Allen Fenwick Thorp
- generalmajor Gervase Thorpe
- brigadir Antony Henry Viscount Head of Throope
- brigadir Gerald Ernest Thubron
- brigadir Roy Bilbert Thurburn
- William Thwaites
- brigadir Lancelot Lawrence Thwaytes
- brigadir Christopher Tickell
- generalmajor Eustace Francis Tickell
- brigadir Ord Henderson Tidbury
- brigadir Thomas William Tilbrook
- generalmajor Justice Crosland Tilly
- brigadir George Herbert Norris Todd
- Edward Devereux Hamilton Tollemache
- generalmajor Percy Stanley Tomlinson
- Henry Tombs
- John Tombs
- generalmajor Kenneth Alexander Macdonald Tomory
- Patrick Tonyn
- generalmajor Cecil Wotton Toovey
- generalmajor Wilfred Shakespeare Tope
- Henry Torrens (častnik Britanske kopenske vojske)
- Henry Torrens
- George Byng, 3rd Viscount Torrington
- brigadir Rowland Henry Towell
- Philip Tower
- Charles Vere Ferrers Townshend
- Frederick Traill-Burroughs
- Richard Trant
- Cyrus Trapaud
- James Travers
- Paul Travers
- Charles Trelawny
- Henry Trelawny
- generalmajor Erroll Arthur Edwin Tremlett
- Hugh Trenchard, 1st Viscount Trenchard
- Ivor Herbert, 1st Baron Treowen
- William Spottiswoode Trevor
- generalporočnik William Henry Lainson Tripp
- Philip Trousdell
- brigadir Charles George Vivian Baron Tryon of Durnford
- generalmajor George Newsam Tuck
- Charles Tucker
- Henry Hugh Tudor
- generalporočnik Francis Ivan Simms Tuker
- generalmajor Douglas John Tulloch Turnbull
- generalmajor Cecil Douglas Lovett Turner
- Harry Tuzo
- Philip Geoffrey Twining
- brigadir Laurence Patrick Twomey
- James Arbuthnot Tyler
- generalmajor Leslie Norman Tyler
- Timothy Tyler
- Julian Dallas Tyndale Tyndale-Biscoe
- generalmajor William Ernest Tyndall
- John Adam Tytler

## U
- generalmajor Peter Alfred Ullman (1897–1972)
- Percy Umfreville, Director of Military Prisons
- brigadir William Ernest Underhill (1898–1968)
- Herbert Crofton Campbell Uniacke
- brigadir Robert Babington Everard Upton (1896- )
- Major-General Robert Elliott Urquhart (1901–1988)
- brigadir Thomas Clive Usher (1907–1982)
- generalmajor John Edward Utterson-Kelso (1893–1972)

## V
- brigadir Croxton Sillery Vale (1896–1975)  [1]
- brigadir Claude Max Vallentin (1896- )  [1]
- generalmajor Albert Robert Valon (1885–1971)  [1]
- brigadir John Ormsby Evelyn Vandeleur (1903–1988)  [1]
- brigadir Jacob William Van Reenan (1889- )  [1]
- brigadir Arthur Bowen Van Straubenzee (1891–1967)  [1]
- Casimir Cartwright Van Straubenzee [2]
- Casimir Henry Claude Van Straubenzee [2]
- Berkeley Vaughan [2]
- Edward Vaughan [2]
- Henry Osman Vaughan[2]
- John Vaughan [2]
- Louis Ridley Vaughan [2]
- Robert Edward Vaughan [2]
- brigadir William Edmund Vaudrey (1894–1968)  [1]
- brigadir Edward William Drummond Vaughan (1894–1953)  [1]
- brigadir Gerald Birdwood Vaughan-Hughes (1896–1983)  [1]
- brigadir Charles Hilary Vaughan Pritchard (1905–1976)  [1]
- brigadir Harley Gerald Veasey (1896–1982)  [1]
- brigadir Sir Charles Michael Dillwyn-Venables-Llewelyn (1900–1976)  [1]
- brigadir Arthur Noel Venning (1895- ) [1]
- general Sir Walter King Venning (1882–1964)  [1]
- generalmajor Gerald Lloyd Verney (1900–1957)  [1]
- Charles Broke Vere
- generalmajor William Henry McNeile Verschoyle-Campbell (1884–1946)  [1]
- brigadir John Vicary (1893- )  [1]
- brigadir James Sholto Vickers (1910- )  [1]
- generalporočnik Wilmot Gordon Hilton Vickers (1890–1987)  [1]
- brigadir Richard Montague Villiers (1905–1973)  [1]
- brigadir Frederick Hubert Vinden (1895–1977)  [1]
- brigadir George Arthur Viner (1900- )  [1]
- brigadir John Alan Vivian (1898- )  [1]
- brigadir Robert John Volkers (1908- )  [1]
- brigadir John Leslie Von der Heyde (1896–1974)  [1]
- Stanley Brenton Von Donop
- William John Vousden
- Charles Vallancey
- John Vaughan
- Richard Vickers
- Freddie Viggers
- John Vincent
- Hussey Vivian, 1st Baron Vivian
- generalmajor Colwyn Henry Hughes Vulliamy (1894–1972)  [1]
- Richard Vyse
- Richard William Howard Vyse
- generalmajor Ralph Ernest Vyvyan (1891–1971)  [1]

## W
- Edward Gurth Wace[2]
- brigadir Thomas Thelwall Waddington (1888–1958) [1]
- brigadir Charles Gordon Campbell Wade (1900- ) [1]
- generalmajor Douglas Asthon Lofft Wade (1898–1996) [1]
- brigadir Ernest Wentworth Wade (1889–1952)[1]
- Thomas Stewart Herschel Wade [2]
- Frederick William George Wadeson [2]
- brigadir Richard Danvers Waghorn (1896–1975) [1]
- William Danvers Waghorn [2]
- Cyril Mosley Wagstaff [2]
- Arthur Reginald Wainewright [2]
- generalmajor Charles Brian Wainwright (1893–1968) [1]
- Sir Hereward Wake, 13th Baronet [2]
- brigadir John Chrysostom Barnabas Wakeford (1898–1989) [1]
- generalmajor Arthur Victor Trocke Wakely (1886–1959) [1]
- brigadir Arthur Gordon Walch (1906- ) [1]
- Harold Bridgwood Walker [2]
- Henry Alexander Walker [2]
- William George Walker [2]
- John Waldegrave, 3rd Earl Waldegrave
- Count Ferdinand Ernst Gabriel von Waldstein
- Charles Wale
- brigadir Owen Murton Wales (1895–1969) [1]
- Harold Bridgwood Walker
- brigadir John Eric Walker (1898- ) [1]
- brigadir John Francis Walker (1901- ) [1]
- generalmajor Joseph Walker (1890–1965) [1]
- Mark Walker
- Michael Walker, Baron Walker of Aldringham
- brigadir Niel Alexander McDonald Walker (1895–1960)
- brigadir Robert Fowler Walker (1890–1976) [1]
- Walter Walker
- William George Walker
- generalmajor John Christopher Walkey (1903–1989) [1]
- Peter Wall
- Christopher Wallace
- generalmajor Charles John Wallace (1886–1943) [1]
- brigadir Quentin Vaughan Brooke Wallace (1891- ) [1]
- brigadir Robert Peel Waller (1895- ) [1]
- Francis Edward Wallerstein [2]
- generalmajor Algernon Ransome Wallis (1896- ) [1]
- brigadir Cedric Wallis (1896–1996) [1]
- brigadir Charles Robinson Ashby Wallis (1898–1962)[1]
- brigadir Arthur Patrick Walsh (1899- ) [1]
- generalmajor Francis James Walsh (1900–1987) [1]
- generalmajor George Peregrine Walsh (1899–1972) [1]
- Hunt Walsh
- Michael J. H. Walsh
- Richard Knox Walsh [2]
- Frederick William Henry Walshe [2]
- Henry Ernest Walshe [2]
- Edward Charles Walthall Delves Walthall [2]
- brigadir William Edward Walters-Symons (1896- ) [1]
- brigadir Bendyshe Brome Walton (1905- ) [1]
- brigadir Sir George Hands Walton ( -1976) [1]
- Joseph Walton
- brigadir Walter Frederick Walton (1899- ) [1]
- Robert Wanless O'Gowan [2]
- generalmajor Llewelyn Wansbrough-Jones (1900–1974) [1]
- Robert Loyd-Lindsay, 1st Baron Wantage
- Francis Ward
- Philip Ward
- Henry Dudley Ossulston Ward [2]
- George Warde
- Alexander Ernest Wardrop [2]
- Fabian Arthur Goulstone Ware [2]
- Charles Warren
- John Waters
- Henry Bulckley Burlton Watkis [2]
- generalmajor John Rollo Noel Warburton (1890–1962) [1]
- general Sir Alfred Dudley Ward (1905–1991) [1]
- brigadir George Thexton Wards (1897–1991) [1]
- brigadir Richard Fenwick Ware (1899- ) [1]
- brigadir Michael Henry Frank Waring (1905- ) [1]
- generalmajor Dermot Frederick William Waring (1895–1945) [1]
- brigadir Edward Galway Warren (1893–1975) [1]
- brigadir Harbin Edward Warry (1895- ) [1]
- generalporočnik Sydney Rigby Wason (1887–1969) [1]
- generalmajor George Guy Waterhouse (1886–1975) [1]
- brigadir Bernard Springett Watkins (1900–1977) [1]
- generalmajor Harry Reginald Bristow Watkins (1894- ) [1]
- generalmajor Geoffrey Lionel Watkinson (1899–1971) [1]
- general Sir Daril Gerard Watson (1888–1967) [1]
- brigadir E.E. Watson ( - ) [1]
- generalmajor Gilbert France Watson (1895–1976) [1]
- generalmajor Norman Vyvyan Watson (1898–1974) [1]
- David Watson [2]
- James Watson
- John Edward Watson [2]
- Donald Munro Watt [2]
- Redmond Watt
- Louis de Watteville
- Herbert Edward Watts [2]
- Andrew Gilbert Wauchope
- Andrew Scott Waugh
- brigadir Gordon Redvers Way (1900–1981) [1]
- brigadir Jack Cassell Waycott (1898- ) [1]
- brigadir Francis Wynne Webb (1907–1968) [1]
- Daniel Webb
- Tom Ince Webb-Bowen [2]
- William Ince Webb-Bowen [2]
- Evelyn John Webb-Carter
- Norman William Webber [2]
- Gilbert Henry Wedgwood [2]
- Ralph Lewis Wedgwood[2]
- George Alexander Weir [2]
- brigadir John Wedderburn-Maxwell (1894–1990) [1]
- generalporočnik Ronald Morce Baron Weeks of Ryton (1890–1960)
- brigadir Edward Theyre Weigall (1895- ) [1]
- general Sir George Weir (1876-1951)
- brigadir Richard Ambrose Weir (1891- ) [1]
- brigadir John Digby Welch (1903- ) [1]
- brigadir Godfrey de Vere Welchman (1894- ) [1]
- brigadir Robert Maximilian Armitage Welchman (1898- ) [1]
- generalmajor Charles Joseph Weld (1893–1962)
- general Sir Henry Colville Barclay Wemyss (1891–1959)
- generalmajor Sir Harold Augustus Wernher, 3. baronet (1893–1973) [1]
- generalmajor Clement Arthur West (1892–1972) [1]
- general Sir Michael Montgomerie Alston Roberts West (1905–1978) [1]
- brigadir Ernest Walter Davie Western (1901–1952) [1]
- brigadir Peter Germanus Westmacott (1894- ) [1]
- Lord Charles Wellesley
- Arthur Wellesley, 2nd Duke of Wellington
- Richard Ashmore Colley Wellesley [2]
- Thomas Wentworth
- Claude Berners Westmacott [2]
- Gerald Grosvenor, 6th Duke of Westminster
- John Fane, 11th Earl of Westmorland
- Percy Thuillier Westmorland [2]
- Spencer Vaughan Percy Weston [2]
- generalporočnik Eric Culpeper Weston (1888–1950) [1]
- generalmajor Victor John Eric Westropp (1897–1964) [1]
- generalporočnik Sir Harry Edward de Robillard Wetherall (1889–1979)
- Frederick Augustus Wetherall
- George Augustus Wetherall
- Leslie Whateley
- generalmajor Mervyn Savile Wheatley (1900–1979)[1]
- brigadir Sir Edward Oliver Wheeler (1890–1962) [1]
- Roger Wheeler
- general Sir Lashmer Gordon Whistler (1898–1963) [1]
- generalmajor Harry Colwell Whitaker (1892–1975) [1]
- generalmajor Sir John Albert Charles Whitaker (1897–1957) [1]
- generalmajor Philip Sidney Whitcombe (1893–1989) [1]
- general John Francis Martin Whiteley
- Leonard Lane Wheatley [2]
- Philip Wheatley [2]
- Sir Francis Wheler, 10th Baronet
- Robert Dundas Whigham [2]
- Lashmer Whistler
- brigadir Aubrey Edward White (1895–1980) [1]
- generalmajor Cecil Meadows Frith White (1897–1985)[1]
- brigadir Christopher Anthony White (1900–1969) [1]
- brigadir Cyril Jennings White (1898- ) [1]
- Cyril Brudenell Bingham White [2]
- brigadir Denis White (1910- ) [1]
- brigadir E.H.L. White ( - ) [1]
- Geoffrey Herbert Anthony White [2]
- generalmajor Percival Napier White (1901–1982) [1]
- Hon. Robert White [2]
- William Lewis White [2]
- generalporočnik Barney White-Spunner (* 1957)
- Hugh Davie White-Thomson [2]
- generalmajor Philip Geoffrey Whitefoord (1894–1975) [1]
- brigadir Robert Douglas Whitehill (1892- ) [1]
- John Whitelocke
- general Sir John Francis Martin Whiteley (1896–1970) [1]
- generalmajor Gerald Herbert Penn Whitfield (1896- ) [1]
- generalmajor John Yeldham Whitfield (1899–1971) [1]
- Edward Nathan Whitley [2]
- George Whitmore
- generalmajor Robert Frederick Edward Whittaker (1894–1967) [1]
- brigadir Gerald Eden Mynors Whittuck ( - ) [1]
- generalmajor Henry Martin Whitty (1896–1961) [1]
- brigadir Noel Irwine Whitty ( - ) [1]
- John Tyson Wigan
- Kenneth Wigram [2]
- Herbert William Wilberforce  Boulogne Base [2]
- Charles Arthur Wilding [2]
- generalmajor Godfrey Edward Wildman-Lushington
- Ernest Berdoe Wilkinson [2]
- generalmajor Joseph Harold Wilkinson
- Montagu Grant Wilkinson [2]
- Percival Spearman Wilkinson [2]
- Frank Godfrey Willan [2]
- generalporočnik Harry Willans
- generalporočnik Henry Beresford Dennitts Willcox
- James Willcocks[2]
- generalmajor Aubrey Ellis Williams
- brigadir Cecil James Williams
- generalmajor Edward Alexander Wilmot Williams
- Edward George Williams [2]
- brigadir Edward Steven Bruce Williams
- brigadir Frederick Christian Williams
- general Guy Charles Williams [2]
- generalporočnik Harold Williams
- Hugh Bruce Williams [2]
- generalmajor Leslie Hamlyn Williams
- Oliver De Lancey Williams [2]
- Sydney Frederick Williams [2]
- Victor Arthur Seymour Williams [2]
- generalmajor Walter David Abbott Williams
- Weir de Lancey Williams [2]
- Edward Henry Willis[2]
- Arthur Cecil Willison
- brigadir John Wickham (1897- ) [1]
- brigadir Leslie Frederick Ethelbert Wieler (1899–1965) [1]
- brigadir James Buckley Aquilla Wigmore (1887–1962) [1]
- brigadir Alec Warren Greenlaw Wildey (1890- ) [1]
- generalmajor Godfrey Edward Wildman-Lushington (1897–1970) [1]
- brigadir H.O. Wiley ( -1960) [1]
- Michael Wilkes
- brigadir Claude John Wilkinson (1903–1999) [1]
- generalmajor Joseph Harold Wilkinson (1899–1954) [1]
- generalporočnik Harry Willans (1892–1943) [1]
- brigadir John Harte Harris Willans (1902- ) [1]
- generalporočnik Sir Henry Beresford Dennitts Willcox (1889–1968)
- James Willcocks
- Prince William, Duke of Cumberland
- generalmajor Aubrey Ellis Williams (1888–1977) [1]
- brigadir Cecil James Williams (1898–1948) [1]
- brigadir Edgar Trevor Williams (1912–1995) [1]
- generalmajor Edward Alexander Wilmot Williams (1910–1994) [1]
- brigadir Edward Steven Bruce Williams (1892–1977) [1]
- brigadir Frederick Christian Williams (1891–1970) [1]
- brigadir George Giffard Rawson Williams (1894- ) [1]
- general Sir Guy Charles Williams (1881–1959)
- generalporočnik Sir Harold Williams (1897–1971) [1]
- generalmajor Sir Leslie Hamlyn Williams (1892–1956) [1]
- Sir William Williams, 1st Baronet, of Kars
- brigadir Reginald Thomas Williams (1897- ) [1]
- brigadir Stephen Williams (1896- ) [1]
- brigadir Thomas Victor Williams (1897- ) [1]
- generalmajor Walter David Abbott Williams (1897–1973) [1]
- brigadir Maurice Joseph Williamson (1889–1958) [1]
- Michael Willcocks
- Frederick Willis
- George Willis
- David Willison
- brigadir Arthur Cecil Willison (1896–1966) [1]
- brigadir John Howard German Wills (1899- ) [1]
- Sir Henry Wilmot, 5th Baronet
- generalmajor John Harold Owen Wilsey (1904–1961)
- generalmajor Bevil Thomson Wilson (1885–1975) [1]
- brigadir Constantine Patrick Bartlett Wilson (1899- ) [1]
- Charles Stuart Wilson[2]
- Francis Adrian Wilson [2]
- Frederick Maurice Wilson[2]
- Henry Fuller Maitland Wilson [2]
- Henry Hughes Wilson, Baronet [2]
- Samuel Herbert Wilson [2]
- brigadir Edward William Gravatt Wilson (1888–1971) [1]
- generalporočnik Sir Gordon Wilson (1887–1971) [1]
- Henry Hughes Wilson
- Henry Maitland Wilson, 1st Baron Wilson
- generalmajor Nigel Maitland Wilson (1884–1950) [1]
- Robert Thomas Wilson
- general Sir Roger Cochrane Wilson (1882–1966) [1]
- generalmajor Thomas Arthur Atkinson Wilson (1882–1958) [1]
- generalmajor Thomas Needham Furnival Wilson (1896–1961) [1]
- brigadir Adam Tyrie Wilson-Brand (1900- ) [1]
- generalmajor Donald James Wilson-Haffenden (1900–1986) [1]
- brigadir Arthur John Millard Wilton (1898- ) [1]
- generalmajor Douglas Neil Wimberley (1896–1983)
- brigadir Richard Arabin Armine Wimberley (1897- ) [1]
- brigadir John Stephen Windsor (1894- ) [1]
- Frederick Drummond Vincent Wing [2]
- Charles Rupert Peter Winser [2]
- generalmajor Orde Charles Wingate (1903–1944)
- Reginald Wingate
- brigadir Anthony Desmond Rex Wingfield (1908–1995) [1]
- generalmajor Maurice Anthony Wingfield (1883–1956) [1]
- brigadir Norman Douglas Wingrove (1903- )[1]
- John Winslow
- Ormond de l’Epée Winter [2]
- generalmajor Thomas John Willoughby Winterton
- brigadir Robert William Michael de Winton
- Fitzgerald Wintour  &[2]
- Evan Alexander Wisdom [2]
- William Maunder Withycombe [2]
- Ormonde Winter
- brigadir Herbert Gregory Winter (1890–1949) [1]
- Sir John Winterton
- generalmajor Sir Thomas John Willoughby Winterton (1898–1987) [1]
- brigadir Hugh Erskine Winthrop (1897- ) [1]
- brigadir Arthur Kilgour Wintle (1905- ) [1]
- brigadir Richard Leigh Withinton (1893–1969) [1]
- generalmajor John Evered Witt (1897–1989) [1]
- brigadir Frank Hole Witts (1887–1941) [1]
- generalporočnik Frederick Vavasour Broome Witts (1889–1969) [1]
- brigadir Edmond Wodehouse (1894–1959) [1]
- Edward Wolfe
- James Wolfe
- brigadir Charles Esmond de Wolff
- Edward Allan Wood [2]
- generalporočnik Sir Ernest Wood (1894–1971) [1]
- generalmajor George Neville Wood (1898–1982) [1]
- brigadir Henry Wood (1906- ) [1]
- brigadir John Morton Devereux Wood (1898- ) [1]
- brigadir Leonard Walter Wood (1895- ) [1]
- Phillip Richard Wood [2]
- brigadir Ronald Ernest Wood (1897- ) [1]
- Thomas Birchall Wood [2]
- generalporočnik Sir John Dane Woodall (1897–1985)
- Wilfred James Woodcock [2]
- brigadir Edward Cecil James Woodford (1901–1988) [1]
- Edward Woodgate
- brigadir Charles Hall Woodhouse ( -1962) [1]
- brigadir E. Woodhouse ( - ) [1]
- brigadir Francis Victor Reginald Woodhouse (1897- ) [1]
- brigadir Harold Lister Woodhouse (1887–1960) [1]
- brigadir Harold Sealy Woodhouse (1894–1943) [1]
- brigadir Louis James Woodhouse (1896- ) [1]
- Tom Percy Woodhouse  DGMS [2]
- Charles Richard Woodroffe [2]
- generalmajor Edward Ambrose Woods (1891–1957) [1]
- brigadir Edward Galbraith Woods (1906–1951) [1]
- generalmajor Ernest Woods (1894–1971) [1]
- Hugh Kennedy Woods [2]
- brigadir John Henry Woods (1891- ) [1]
- John Alfred Hudson Woodward [2]
- brigadir Douglas Stewart Hillersdon Woodward (1895- ) [1]
- brigadir Richard Dean Townsend Woolfe (1888–1966) [1]
- Charles Louis Woollcombe  GOC Corps [2]
- generalmajor Christopher Geoffrey Woolner (1893–1984) [1]
- generalmajor Richard Montague Wootten (1889–1979) [1]
- generalmajor Robert Harley Wordsworth (1894–1984)
- Rivers Berney Worgan [2]
- Frank Wormald [2]
- Richard Worsley
- generalmajor Geoffrey Christopher Hale Wortham (1913–1967) [1]
- Henry Wray
- brigadir Arthur John Wright (1888- ) [1]
- brigadir Maurice Vernon Wright (1901- ) [1]
- generalporočnik Sir Frederick George Wrisberg (1895–1982) [1]
- John Wrottesley, 1st Baron Wrottesley
- brigadir Arthur Geoffrey Wyatt (1900–1960) [1]
- brigadir Richard John Penfold Wyatt (1892–1954) [1]
- brigadir Wilfred Penfold Wyatt (1889–1966) [1]
- John Cecil Wray [2]
- Wallace Duffield Wright [2]
- John Bartholomew Wroughton [2]
- Louis John Wyatt [2]
- William Wylde
- Henry Wyndham
- John George Erskine Wynne[2]
- Francis Arthur Wynter[2]

## X
- David Ximenes

## Y
- Hon. Henry Yarde-Buller [2]
- brigadir Morris Yates  (1900- )  [1]
- Clement Yatman [2]
- brigadir Kenneth Darlaston Yearsley  (1891- )  [1]
- brigadir Herbert Charles James Yeo  (1892- )  [1]
- Robert Young [2]
- Peter Young
- Elton Younger
- generalmajor Bernard Keith Young  (1892–1969)  [1]
- brigadir Desmond Young  (1892–1966)  [1]
- brigadir Henry Ayerst Young  (1895–1952)  [1]
- brigadir Peter Young  (1915–1988)  [1]
- generalmajor John Edward Talbot Younger  (1888–1974)  [1]
- generalmajor Ralph Younger  (1904–1985)  [1]
- brigadir George Edward Younghusband (1896–1970)  [1]
- John French, 1st Earl of Ypres